# Herentals
Herentals is een stad in de Belgische provincie Antwerpen. De stad telt 29.000 inwoners, die de spotnamen "Klokkenververs" en "Peestekers" dragen. De stad zelf krijgt de bijnaam 'Keizerstede'. Sint-Waldetrudis is de patroonheilige van de stad. De stad is de hoofdplaats van het gerechtelijk kanton en kieskanton Herentals.

## Toponymie
De naam 'Herentals' is afkomstig van de haagbeuk. Deze plant komt veelvuldig voor in het Peertsbos te Herentals. Deze werd vroeg ook wel de Heern genoemd. Zo is Herentals aan zijn naam gekomen. Ook op het wapenschild van Herentals is de haagbeuk nog te zien.

## Geschiedenis

### Mioceen (23,03 tot 5,333 miljoen jaar geleden)
Aan de Kerkstraat zijn beenderen gevonden van een walvis die tot de Echte walvissen (Balaenidae) soort behoorde. Omdat het om een nieuwe tak van die soort ging, werd deze de "Herentalia nigra" genoemd naar de vindplaats. Het vermoeden van de archeologen was, dat deze walvis geleefd heeft in de Tortonien tijdsnede (7,246 à 11,62 miljoen jaren geleden) van het Mioceen tijdvak. 

### Prehistorie (3500 v.C.-800 v.C.)
1000 v.C.: Uit archeologisch onderzoeken in 2015 bleek op de huidige verkaveling Draeybomen, in de deelgemeente Morkhoven, een nederzetting te zijn geweest tussen 1000 v.C. en 400 v.C.

### Romeinse en vroege Frankische tijd (800 v.C.- 450 n.C.)
Archeologen vonden in 2021 aan de Noorderwijksebaan in een van de kuilen verkoolde zaden. Volgens een radiokoolstofdatering uitgevoerd in 2022, bleken die zaden al uit de 3de of 4de eeuw voor Christus te dateren. Deze granen bleken vooral uit emmer (ook emmertarwe genoemd), spelt en gerst te bestaan. Er werd ook vroeg- tot midden-Romeins aardewerk gevonden en paalsporen van een graanschuur.
Enkele kilometers stroomafwaarts van de Kleine Nete was er een Romeinse vicus in wat nu de gemeente Grobbendonk is. In de dorpen rondom Herentals zijn ook Frankische grafvelden gevonden uit de periode van de Merovingers.

### Middeleeuwen (450-1450)
7e eeuw: Buiten Henegouwen zijn er 3 gebieden die naar Sint-Waldetrudis van Bergen in hun ontstaan verwijzen. Van twee van die gebieden is geweten dat het om eigendom gaat van Sint-Waldetrudis die ze in de 7e eeuw overmaakt aan het door haar in 661 gestichte klooster gelegen te Bergen. Er zijn vooralsnog geen documenten bekend die kunnen bevestigen of dit ook het geval was voor Herentals. Opmerkelijk is dat deze gebieden alle gelegen waren aan een woud of bos (of een plaatsnaam die ernaar verwijst): Herentals grenst aan Herenthout; Herne (België) grenst aan het Hernegewoud; en Halle (Vlaams-Brabant) aan het Hallerbos.
Een boek uit 1769 probeerde ook de link te leggen met de erfenis die Sint-Waldetrudis van Bergen verkreeg van haar vader Sint-Waldebert. Volgens datzelfde boek zou er langs de Kleine Nete de "Hoeg Burght" gestaan hebben van de Frankische prinses Sint-Waldetrudis. Volgens twee bronnen is er later een klooster gebouwd op de ruïne, doch één bron meent dat het om de kerk en klooster van het Kapittel ven Bergen ging, terwijl een andere bron meent dat het om een Minderbroederklooster ging. De straat die ernaartoe liep, zou de "Hoeghburghstraet" geheten hebben.
10e eeuw: De oudst bekende vermelding van de huidige deelgemeente Noorderwijk dateert van 974 ("Nordre wic").
12e eeuw: Het latere Hertogdom Brabant onder leiding van Godfried I van Leuven verwierf in 1106 het markgraafschap Antwerpen met o.m. gebieden in de omgeving van Herentals als hertogelijke ambtslenen van Keizer Hendrik V. Aan de Kleine Nete werd op een nog onbekende datum een Brabantse nederzetting gesticht, naast de bestaande Henegouwse. Deze nederzettingen trekken handelaren aan die er zich komen vestigen. De Brabantse nederzetting wordt later ook "Herenthals, opp. Brabantiæ venerabilis Maria virgo" genoemd, vrij vertaald de Brabantse stad Vereerde-Maagd-Maria-Herentals.
In 1130 werd de Abdij van Tongerlo gesticht die eeuwenlang een sterke invloed zal hebben over de omgeving van Herentals, en ook in de stad belangen had waaronder een watermolen. Deze premonstratenzers (norbertijnen) kwamen zich vestigen op het toenmalige landgoed van heer Giselbert van Castelré (Kasterlee).
De oudst bekende vermelding van de naam Herentals staat in een pauselijke bul van omstreeks 1147-1150 als grondgebied dat behoorde tot het klooster van Sint-Waldetrudis (Sainte Waudru in het Frans) gelegen te Bergen (Henegouwen). In vergelijking met de andere Kempense dorpen en gemeenten komt die eerste vermelding van Herentals dan ook laat. De eerste nederzetting groeide rondom de Sint-Waldetrudiskerk waar al snel handel met West-Europa groeide.
In 1181 werd "Villam de Herentael" vermeld in de bevestiging door Paus Lucius III van de privileges, altaren en bezittingen van het "Collegii XXX Canonicarum Nobilium S. Waldetrudis Montibus Hannoniae". In het bijschrift werd het "Herenthael" genoemd.
Vanaf 1190 promoveerde het landgraafschap Brabant tot hertogdom, als dank van keizer Frederik I Barbarossa voor de verdediging van Jeruzalem in 1183/1184 door de Brabanders (mogelijk ook uit de omgeving van Herentals). Het hertogdom werd ook lang Neder-Lotharingen genoemd.
13e eeuw: In 1209 kwamen er conflicten tussen de twee nederzettingen waarna hertog Hendrik I van Brabant ingreep en mede-eigenaar werd van het ganse grondgebied. Herentals verkreeg dat jaar in oktober ook het stadsrecht. De ontwikkeling van de stad was in het noorden nabij de Nete veel groter dan in het zuiden van de stad. Dit komt door de oprichting van het Gasthuis (gesticht voor 1253) en het oude Begijnhof Herentals (1266) die aan de Kleine Nete gelokaliseerd zijn.
In 1221 beveelt de Hertog de ontbossing van een groot gedeelte van het woud rondom Herentals. Het moet landbouwgebied worden in erfcijns. De heide die zo typisch was voor de Kempen ontstaat pas nadien.
De oudste vermelding van de deelgemeente Morkhoven dateert van 1286 ("Morchhoven")
14e eeuw: In 1303 kreeg Herentals van Hertog Jan II een vrijheidskeur voor stedelijke grondwet zoals administratie, wetgeving en rechtspraak tot het einde van het ancien régime. Herentals werd een burchtstad, omringd met muren en 4 stadspoorten. Twee van deze poorten staan er nog steeds: de Bovenpoort (gebouwd voor 1361) en de Zandpoort (gebouwd voor 1400). Ook groeide de stad snel uit tot een centrum van economische welvaart. De welvaart bloeide door de lakennijverheid aan de Lakenhal waarna Herentalse lakenhandelaars over een groot deel van Europa handelden. In 1393 kreeg Herentals een eerste uitnodiging voor de Frankfurter Messe.
In het begin van de Honderdjarige Oorlog (1337-1453) logeert koning Eduard III van Engeland en zijn gevolg in 1338 te Herentals op weg naar een ontmoeting met Keizer Lodewijk de Beier. Deze lange oorlog zal een behoorlijke invloed hebben op de Herentalse economie.
Markgraafschap / Markiezaat (1356-1406): Tijdens de Brabantse Successieoorlog (1355-1357) (tevens binnen het kader van de Honderdjarige Oorlog) valt Antwerpen in handen van het Graafschap Vlaanderen, en wordt Antwerpen en enkele omliggende gemeenten door het Vrede van Aat in 1357 aan de Graaf van Vlaanderen toegewezen. De Markgraaf van het Brabantse Markgraafschap Antwerpen (ook Markiezaat Antwerpen genoemd) dient bijgevolg in 1356 uit te wijken naar Herentals. Herentals wordt zo gedurende circa 50 jaar ook de hoofdplaats van het markgraafschap, naast de al bestaande hoofdstad voor de Meierij Herentals. In 1405, bij de dood van Margareta van Male, komt Antwerpen eerst enigszins, later definitief terug bij Brabant, en verhuist de hoofdstad terug naar Antwerpen. Het Markgraafschap Antwerpen werd ook het Land van Rijen genoemd.
15e eeuw (1e helft): In de 15de eeuw kwamen in Herentals nieuwe kloosterstichtingen tot stand. In 1410 liet Abt Jan Geerts van de Abdij van Tongerlo een streng besloten Norbertijnse zustergemeenschap herrijzen die nu bekend staat als het Besloten Hof. In 1414 sticht ridder Arnold van Crayenhem de Priorij Onze-Lieve-Vrouw-Ten-Troon (nu een ruïne) van de Congregatie van Windesheim (Augustijnen (kloosterorde)); op de weg naar Grobbendonk. De omstreeks 1461 opgerichte kruisweg die toen nog van de rivier naar de kluis liep, is mogelijk de oudste nog bestaande kruisweg in België. Omstreeks 1472 kwam er ook een minderbroederklooster bij. De "Scholasterie" (de Kapittelschool) wordt per Pauselijke Bul in 1484 in de Stad geïncorporeerd.
In 1412 werd Jan van Langerstede opgeknoopt vanwege een vermeende diefstal in Poederlee. Vervolgens werd een mirakel vastgesteld in "de Hegge" tussen Herentals en Poederlee, waarna men begon te twijfelen of het vonnis wel terecht was. In 1441 werd het mirakel authentiek verklaard door de magistraat van Herentals. De Heggekapel werd gebouwd en er gaat nog steeds om de 25 jaar de Ommegang van de Hegge uit (de laatste was in 2012, de volgende is in 2037), die zelfs door paus Benedictus XIV in 1749 bezocht werd (waarbij de paus ook te Herentals te gast was).
In 1417 moest de Sint-Waldetrudiskerk herbouwd worden wegens het groeiend aantal geestelijken in de stad.
In 1438 brandde de stad af en gingen 300 huizen verloren.

### Nieuwe Tijd (1450-1750)

#### 15e eeuw (2e helft)
Vanwege de slechte staat van de wegen gelegen achter Herentals, wat het vervoer van wol en andere goederen bemoeilijkte, verkreeg Herentals in 1462 het recht een vaart benedenwaarts te trekken naar de Molse Nete te Mol, en opwaarts naar de rivier de Moer te Dessel. Wegens omstandigheden werden de werken na verloop van tijd gestaakt. In 1593 werden de werken voortgezet, doch ook nu werden na verloop van tijd de werken weer gestaakt. Ook te Antwerpen werd in 1489 begonnen met het graven van de Herentalse Vaart, die een verbinding moest vormen tussen Antwerpen en Herentals, doch na 7 km werden de werken gestaakt te Wommelgem.

#### 16e eeuw
Omstreeks 1515 wordt Nicolaes Francken in Herentals geboren, een vrij onbekende schilder die de basis zal leggen van de Franckendynastie, wier schilderijen in tal van musea te bewonderen zijn waaronder het Louvre in Parijs. Nicolaes verhuist omstreeks 1680 naar Antwerpen, destijds het mekka van de schilderkunst. Zijn 3 zonen, allen geboren te Herentals, worden vermaarde schilders: Hiëronymus Francken (I), Frans Francken (I), en Ambrosius Francken (I). De dynastie zal uiteindelijk 5 generaties tellen van 1520 tot 1717.
In 1566 is er ook een Beeldenstorm in de omgeving van Herentals. Onder meer de Heggekapel moet er aan geloven. Een deel van de Herentalsenaren waren toen nog protestanten. Gedurende de daarop volgende Nederlandse Opstand (1566-1648), ook bekend als de Tachtigjarige Oorlog(1568-1648) zullen nogal wat Herentalsenaren de stad ontvluchten.
In 1567 werd te Utrecht een munthuis gesticht, dat uiteindelijk vanaf 1806 het centrale munthuis werd voor de uitgifte van alle Nederlandse munten. Deze staatsinstelling, de Koninklijke Nederlandse Munt, werd uiteindelijk in 2016 verkocht aan de Groep Heylen, gevestigd te Herentals.

Van 1576 tot 1584 bezetten Staatse troepen de stad. Gezien de evolutie van de artillerie de stenen middeleeuwse muren overbodig maakten, werden er aarden vesten aangelegd die ook nu nog deels bestaan. Om de stad verdedigbaarder te maken werd een deel van de stad afgebroken. Ook het Begijnhof Herentals dient te verhuizen naar de huidige locatie aan de Begijnenvest. Herentals werd een belangrijke garnizoensstad, centraal gelegen in de Kempen, waardoor het wel leed onder talrijke soldatenwoelingen in de 16de, 17de en 18de eeuw en economisch achteruit ging. In 1580 wordt Diest veroverd door cavalerie-eenheden van de garnizoenen van Herentals en Mechelen 

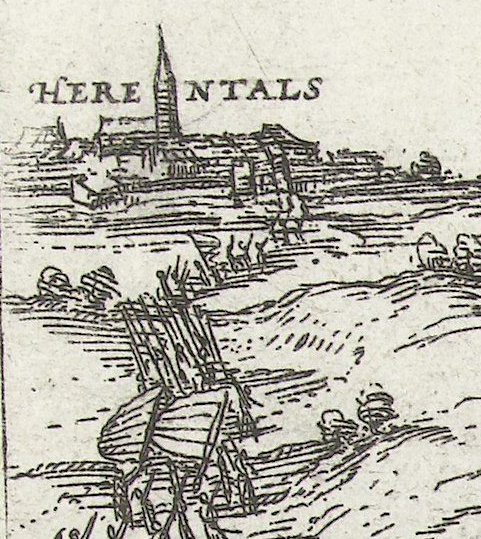
Herentals op ets over de verovering Diest anno 1580

In de linkerbovenhoek van de ets die hierover is gemaakt staat een tekening van de stad Herentals. Ook in de rechterbovenhoek van een tekening van het Beleg van Eindhoven (1583) staat een zicht op Herentals getekend. De aarden vesten leken er toen nog niet te zijn, en er staat een hogere hoektoren aan de brug over de Kleine Nete, mogelijk was dit de "burcht" naar dewelke de Burchtstraat is genoemd. 

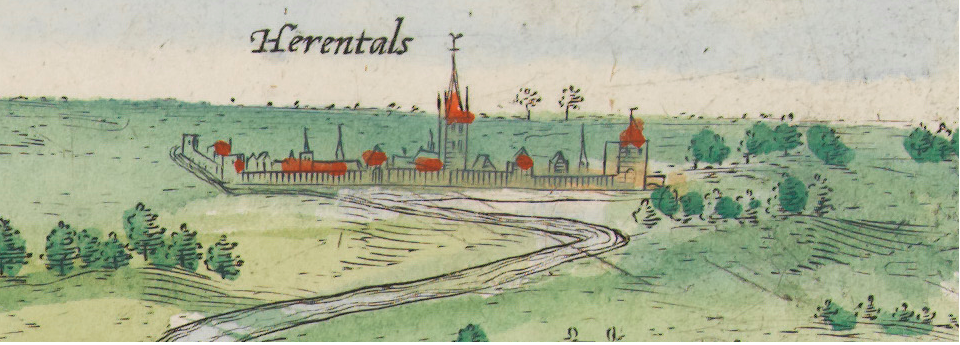
Herentals in 1583

Na de Spaanse herovering van de Stad in 1584, werden de lonen van de buitenlandse huurlingen die gekazerneerd waren te Herentals betaald door steden en dorpen tot in de huidige provincies Zuid-Holland, Noord-Brabant, Antwerpen en Limburg. Wie niet tijdig betaalde, kreeg eerst een dreigbrief. Mocht daar geen gevolg aan gegeven worden, dan volgde er een onaangenaam bezoek van de troepen uit Herentals. Op 23 mei 1584 vielen bijvoorbeeld soldaten uit onder meer Herentals het dorp Gilze (nu Gilze en Rijen) binnen. Ze roofden het vee en andere goederen en staken de kerk, de hoeven en huizen in brand. Ook Loon op Zand (gemeente) kreeg in 1598 bezoek uit Herentals, en koos ervoor om een grote som geld te betalen.
Het Turfschip van Breda was een van de bekendste voorvallen van de Tachtigjarige Oorlog. Met een turfschip gevuld met enkele kleine eenheden (in totaal 70 man), wisten de Staatsen met een list de verdediging van Breda te verrassen, wat leidde tot de inname van Breda in 1590. In de kleine groep van Graaf Filips van Nassau bestaande uit 18 man, die de chaste van Breda innamen, zat ook ene Frans van Herentals.
Net buiten Herentals werd in 1597 de Slag om Tielenheide uitgevochten (ook bekend als de Slag bij Turnhout) toen de Staatse cavalerie de Spaanse troepen aanvielen die onderweg waren naar Herentals. Onder de Spaanse troepen vielen ongeveer tweeduizend doden en werden nog eens vijfhonderd soldaten gevangengenomen.

#### 17e eeuw
In 1601 valt het Duitse Sleghels Regiment met Albanese paarden, gekazerneerd te Herentals, de Stad Peer aan; na onverwacht hoge verliezen worden de burgers als represaille vermoord en de stad geplunderd.
In 1624 werden er bijkomende magazijnen gebouwd in Herentals om het Beleg van Breda (1624-1625) logistiek te ondersteunen.
In de Tachtigjarige Oorlog vluchtten nogal wat Herentalsenaren naar het Staatse noorden. Een van hun nakomelingen, Johan Bax van Herenthals (1637-1678) is in 1676-1678 de Bestuurder (commandeur) van de Kaapkolonie in Kaapstad (Zuid-Afrika).
Meierij Herentals ("Mayerye Van Herentals")

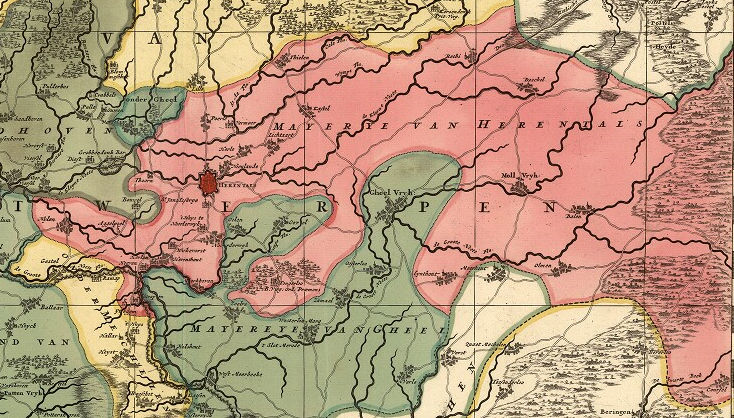
De Meierij Herentals (een gebied bestuurd door een Meier) volgens een kaart van de 17e eeuw

Op de "Tetrarchiae Antverpiensis pars meridionalis" kaart van Visscher hierboven uit de 17e eeuw staat de "Mayerye Van Herentals", een opdeling van het Hertogdom Brabant bestuurd door een Meier ("Meyer"). De meierij van Herentals strekte zich uit van Nijlen tot ver achter Balen. De toenmalige dorpen die binnen de Herentalse gemeente vielen waren: Nylen (=Nijlen), Aggelpoel (=Echelpoel), Ytegem (=Itegem), Herlaar, Strapen, Hoeven, Herenthout, Morkhoven, Wickevorst (=Wiekevorst), Noorderwyck (=Noorderwijk), Sint Jans Liserye (=Sint Jan-de-doper parochie van Herentals), Thoorn (=De Troon-ruïne aan het kwartier "De Troon" van het Belgische leger), 't Huys, Nieulande (=Nieuwland), Yermoer, Poerle (=Poederlee), Herle, Thielen (=Tielen), Kastel (=Kasterlee), Tongerloo (=Tongerlo, Rethi (=Retie), Deschel (=Dessel), Moll Vrijheid (=Mol), Eynthout (=Eindhout), Olmen, Coursel (=Koersel achter Beringen), Balen, en Spipel. Leopoldsburg dat toen nog niet bestond, lag ook in de meyerye. De meest oostelijk grens lag op de westrand van het dorp Axel (=Eksel, deelgemeente van Hechtel-Eksel)

#### 18e eeuw

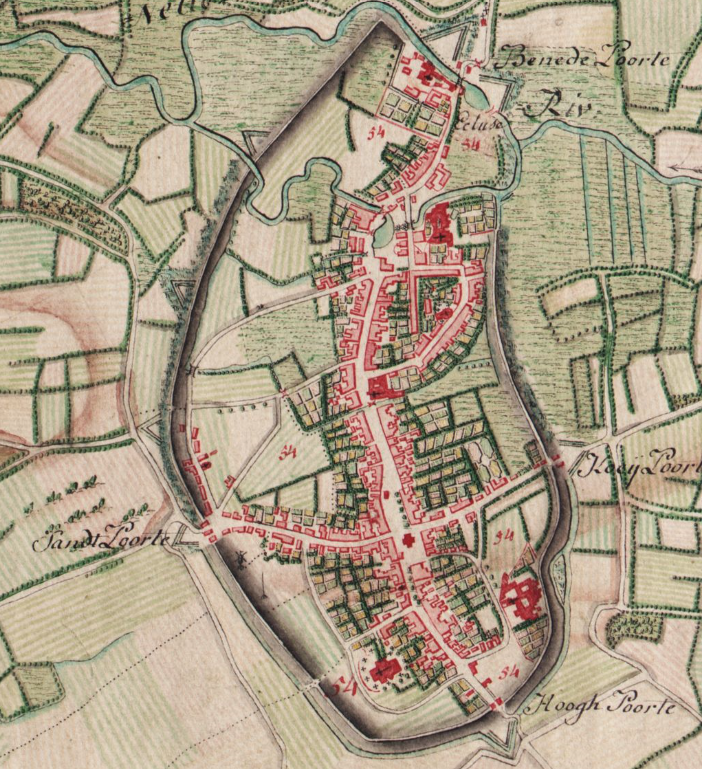
Herentals op de Ferraris kaart uit de 18e eeuw

Gedurende de Spaanse Successieoorlog (1701-1713) zijn in 1705 de Engelse troepen van John Churchill, de voorvader van Winston Churchill ingekwartierd te Herentals. Van daaruit worden er van 28 september 1705 tot 9 oktober berichten uitgestuurd naar diverse legerleiders.
In 1717 ridderde keizer Karel VI leden van de familie Papeians tot Ridder Papeians de Morchoven (genoemd naar de huidige Herentalse deelgemeente). In 1876 werd ook een lid van de familie als Belgische erfelijke adel erkend. Een van de familieleden verkreeg in 1930 de titel van baron, overdraagbaar bij eerstgeboorte. Deze tak van de familie bestaat ook nu nog.

### Moderne tijd (1750-1945)

#### 18e eeuw
Op de Ferrariskaart van Herentals hiernaast van eind 18e eeuw staat vrij gedetailleerd elk gebouw, inclusief de watermolen in de stad, en enkele verloren gegane kerkgebouwen.
Tijdens de Brabantse Omwenteling (1789-1790) verliest Herentals een deel van haar archieven in een brand.
Op 28 oktober 1798 wordt in de stad zelf slag geleverd, toen een lokaal Boerenleger zich verzette tegen de Franse bezetters. Het Boerenkrijgmonument op de Grote Markt vormt nog steeds een blijvende herinnering aan deze slag.

#### 19e eeuw
In de 1e helft van de 19e eeuw worden in beslag genomen kloosters omgebouwd tot fabrieken, waaronder de "wolfabriek".
In 1803 beginnen de eerste veldmetingen van het Grand Canal du Nord dat de Schelde, Maas en Rijn moest verbinden. In 1806 kiest men voor het tracé Antwerpen-Venlo-Neuss via Herentals. Het tracé Antwerpen-Herentals liep voorlopig via de rivieren Schelde, Rupel, Nete en Kleine Nete, doch het stuk Rupel-Herentals was quasi onbruikbaar. In 1810, toen de werken voor 2/3 voltooid waren, waaronder het kanaal Herentals-Ten Aard, vroegen de Nederlanders om de werken stil te leggen om hun monopolie op de Rijnhavens te beschermen. Kort na de oprichting van België werden de werken verdergezet. Het Netekanaal tussen de Rupel en Duffel werd in 1839 bevaarbaar, en ook de kanalisering van de Kleine Nete tot aan Herentals werd voltooid in 1839. Tussen 1843-1846 wordt het bestaande stuk Herentals-Ten Aard verder doorgetrokken naar de Zuid-Willemsvaart in Bocholt. Het hele tracé zal de Kempische Vaart gaan heten. Omstreeks 1850 werd de gekanaliseerde Kleine Nete vervangen door het kanaal Viersel-Herentals.
Herentals werd ook een belangrijk spoorknooppunt. In 1855 werd het tracé Herentals-Turnhout geopend van Spoorlijn 29 voor de in aanbouw zijnde spoorlijn van Aarschot naar Tilburg. Ook het tracé Lier-Herentals van Spoorlijn 15 werd dat jaar geopend. In 1878 werd het traject van Herentals naar Mol geopend als onderdeel van de IJzeren Rijn, die Antwerpen met Mönchengladbach in Duitsland moest verbinden. Later fungeerde het station van Herentals ook als rangeerstation voor: (a) het spoor langs het ondertussen gedempte kanaal naar een munitieopslagplaats van de munitiefabriek in de Wuytsbergen, (b) het spoor langs het Albertkanaal naar de BP-fabriek in Geel, (c) diverse vertakkingen naar de voormalige Britse legerbases gelegen rondom Herentals, (d) een vertakking naar de fabriek van Umicore in Olen, en (e) een vertakking naar een fabriek in de Markgravenstraat. Het station fungeerde ook als knooppunt van de tramlijnen in de streek.
Vooral in de 2de helft van de 19de eeuw herstelde Herentals zich economisch. Door grote werken aan spoor, steenweg, en waterinfrastructuur werd Herentals een belangrijk knooppunt in het noorden van de nieuwe Belgische staat. Heel wat fabrieken vestigden zich daardoor in de stad, waaronder een ijzergieterij, lakennijverheid, en schoenfabrieken. Bij gebrek aan ruimte in de stad zelf werd er een industriezone en arbeiderswoningen aangelegd aan de rand van de stad tussen de spoorweg en het kanaal. In deze industriezone vestigen zich onder meer een munitiefabriek, een ijzergieterij, een oliënfabriek en een luciferfabriek. Deze nijverheid zal ook leiden tot het sterk uitbouwen van het centrum van Herentals als regionaal winkelcentrum en scholencentrum.

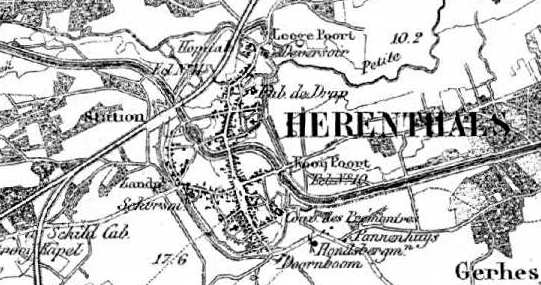
Een kaart van voor de bouw van het Albertkanaal in 1930-1939

Op toenmalige kaarten van Herentals staan nog alle vesten van de Stad, en worden ook de "Koeij Poort" en "Laage Poort" vermeld. Ook de in 1940 gedempte vaart met haar bassins (dokken) liep toen nog door de stad. De stad bevond zich toen nog quasivolledig binnen de poorten en vesten. Het middeleeuws stadje had toen nog een oppervlakte van 2933 ha en begon het gebied buiten de vesten te ontwikkelen, o.m. als woongebied.

#### 20e eeuw
In de periodes 1914-1918 en 1940-1944 wordt Herentals bezet door Duitsland gedurende de Eerste Wereldoorlog en de Tweede Wereldoorlog. De IJzeren Rijn die door Herentals loopt is een belangrijke ader van de Duitse logistiek en aldus wordt Herentals als infrastructuurknooppunt ook een Duitse garnizoensstad in die periode. Het Duitse 371e infanterieregiment bijvoorbeeld neemt te Herentals de trein naar het Oostfront voor operatie "Blau", het zomeroffensief van 1942. Ook treinwagons met tanks van het befaamde Afrikakorps stonden destijds te rangeren in Herentals. De naast het station aanwezige industrie wordt in 1944 ook even het doelwit van geallieerde luchtaanvallen.
In nogal wat Amerikaanse musea staat slechts één stukje Belgische cultuurerfgoed, namelijk DECAP-orgels met daarop in 't groot "Herentals" vermeld.
Tussen 1930-1939 werd het Albertkanaal gegraven. De daarvoor gebouwde (en nog in aanbouw zijnde) bruggen over dit kanaal werden echter in 1940 quasiallemaal opgeblazen waardoor het kanaal onbruikbaar bleef tot ze hersteld waren in 1946. Ondertussen was in 1934 al begonnen met het "klein sas" en een verbinding met de Kempische Vaart. Het stuk van de Kempische Vaart tussen Viersel werd zodanig overbodig en in 1940 gedempt. Het overblijvende tracé werd tot Kanaal Bocholt-Herentals herdoopt. In de periode 1939-1940 neemt het Belgisch leger stellingen in langsheen het kanaal en worden er betonnen bunkers gebouwd. Bij de opmars vanuit Frankrijk worden in 1944 eveneens stellingen ingenomen langsheen het Albertkanaal en wordt de stad enkele weken beschoten.
Tot 1936 behoorde heel Herentals tot de Sint-Waldetrudisparochie. Buiten de oude stadskern kwamen er drie nieuwe parochies tot stand: de Onze-Lieve-Vrouweparochie in 1936, de Sint-Antoniusparochie in 1965 en de Sint-Jan de Doperparochie in 1966. Sint-Jan-de-Doper was al eeuwenlang een gehucht aan de rand van de Stad. Naar het einde van de 20e eeuw geraken de kerken niet meer gevuld, en komt het in de 21e eeuw terug tot een (geleidelijke) samensmelting. Ook de ordes beginnen hun deuren te sluiten wegens gebrek aan kloosterlingen, o.m. het Begijnhof.

### Hedendaagse geschiedenis (1945-nu)

#### 20e en 21e eeuw
Na het einde van de Tweede Wereldoorlog (1939-1945) werd Herentals terug deels een garnizoensstad. Britse en Amerikaanse militairen werden in kampen rondom Herentals gestationeerd gedurende de Koude Oorlog (1945-1991). In de aanloop naar de 1e Golfoorlog van 1990-1991 werden deze troepen teruggetrokken en werden de meeste kampen voor andere doeleinden ingezet. Het "de Troon" kamp op grondgebied Grobbendonk-Herentals aan de ruïne van het voormalige klooster, werd eind 20e eeuw van het Britse leger overgenomen door de logistieke eenheden van het Belgische leger. Na het vertrek van de Britten uit de "Engelse Wijk" kwamen die huizen vrij voor een deel van de Belgische strijdkrachten in Duitsland die zich op hun beurt hadden teruggetrokken uit Duitsland tussen 1991 en 2004.
Met de verdere uitbreidingen van de Stad na de Tweede Wereldoorlog met o.m. de bouw van de wijk "de Molekens", de "Engelse Wijk", "het Spaans Hof" en "de Kapellenblok" worden ook de middeleeuwse gehuchten Sint-Jan-de-Doper en Nieuwland mee geïntegreerd in de Stadskern.
Met de aanleg van de Koning Boudewijnsnelweg (A13 (België);E313 Antwerpen (stad)-Aken (stad)) ontstond een zeer aanlokkelijke tweede industriezone met een totaal van 341 ha tussen snelweg en Albertkanaal. Bedrijven gelegen in de stad en in de oude industriezone aan de spoorweg verhuizen naar de nieuwe industriezone, waar ze beter bereikbaar zijn voor het zware wegvervoer. Deze snelweg is pas de 2e die in België aangelegd werd. Het allereerste stuk (Wommelgem-Herentals-West) wordt opengesteld in 1958. De volledige E313 snelweg is af in 1964. Ook kwam omstreeks de opening van de snelweg in 1964 een firma van wereldformaat in de voedingssector, De Beukelaer, zich in Herentals vestigen. Ook het elektronicabedrijf ATEA koos in volle expansie voor het bedrijventerrein in Herentals.
Aan de andere kant van Herentals werd later ook de E34 / A21 (België) snelweg richting Eindhoven aangelegd naar het Duitse Ruhrgebied toe. Zo is Herentals nu een van de weinige steden die 4 snelwegafritten heeft waar haar naam op staat (Herentals/Lille; Herentals-West, Herentals-Industrie, Herentals-Oost).
Op 1 januari 1977 werd Herentals gefuseerd met Noorderwijk en Morkhoven. Hierdoor steeg het aantal inwoners en de oppervlakte. Beide dorpen namen het Herentalse stadswapen en stadszegel over. Na een wetsvoorstel van 1982 erkende de Belgische staat bij koninklijk besluit dat de gemeente Herentals een stad was.
Herentals kreeg in de tweede helft van de twintigste eeuw ook naamsbekendheid dankzij de opmerkelijke successen van wielerlegende Rik Van Looy, bijgenaamd 'de Keizer van Herentals'.
Herentals stuurde ook nogal wat olympische atleten uit. De volgende atleten werden geboren te Herentals:
- wielrennen: Mario Aerts, Wim Omloop, Peter Roes, Rik Van Looy, Daniel Willems, Wout van Aert
- atletiek: Kristof Beyens
- atletiek en bobslee: Hanna Mariën
- judo: Heidi Goossens
- schutterij: Frans Peeters
- boogschieten: Paul Vermeiren

In 2011 fusioneren in het dekenaat Zuiderkempen van het bisdom Antwerpen de federaties "Grobbendonk-Herenthout-Vorselaar" en "Herentals-Olen", bestaande uit 14 parochies, in de nieuwe federatie "Regio Herentals".

## Geografie

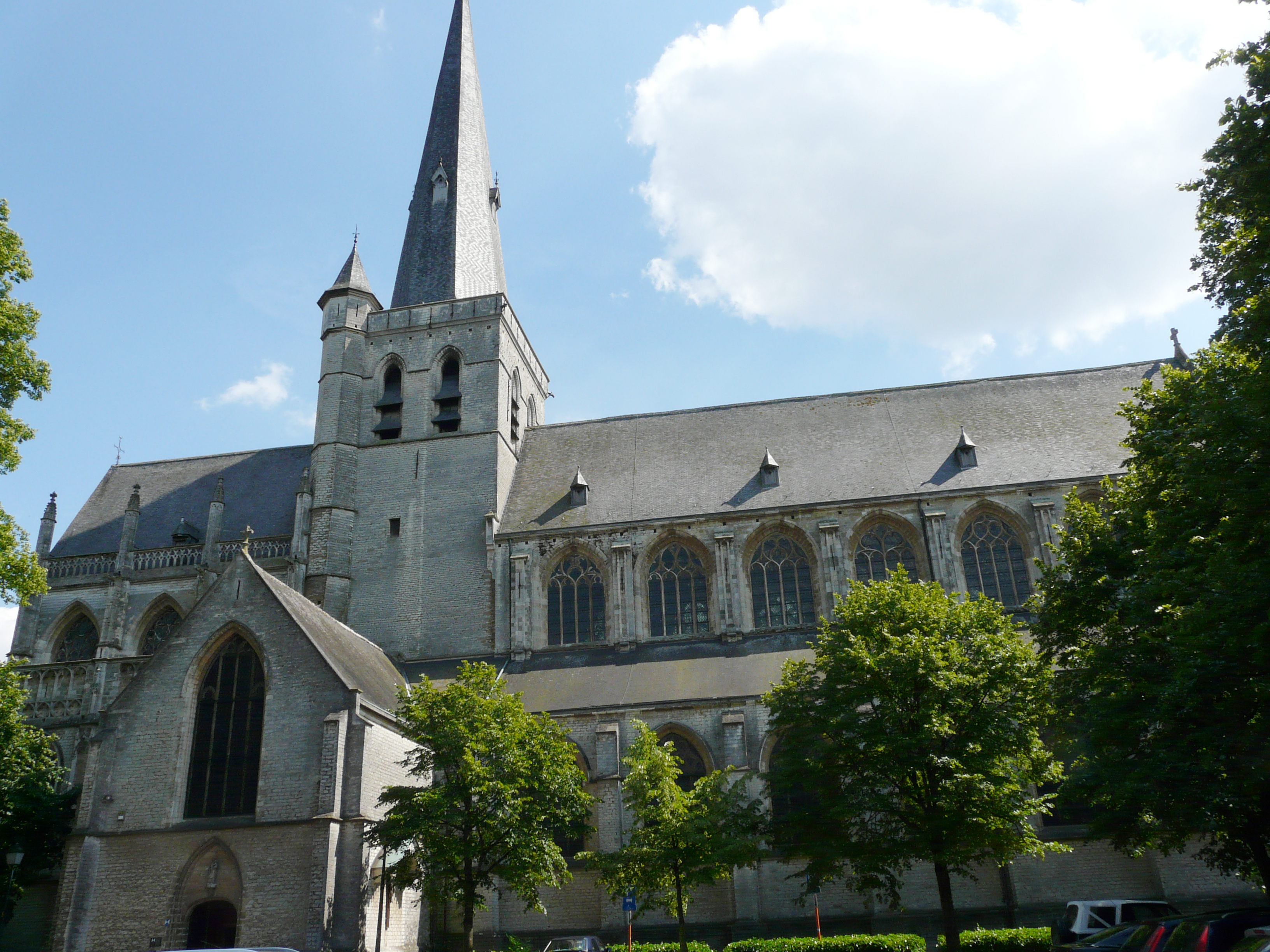
Sint-Waldetrudiskerk

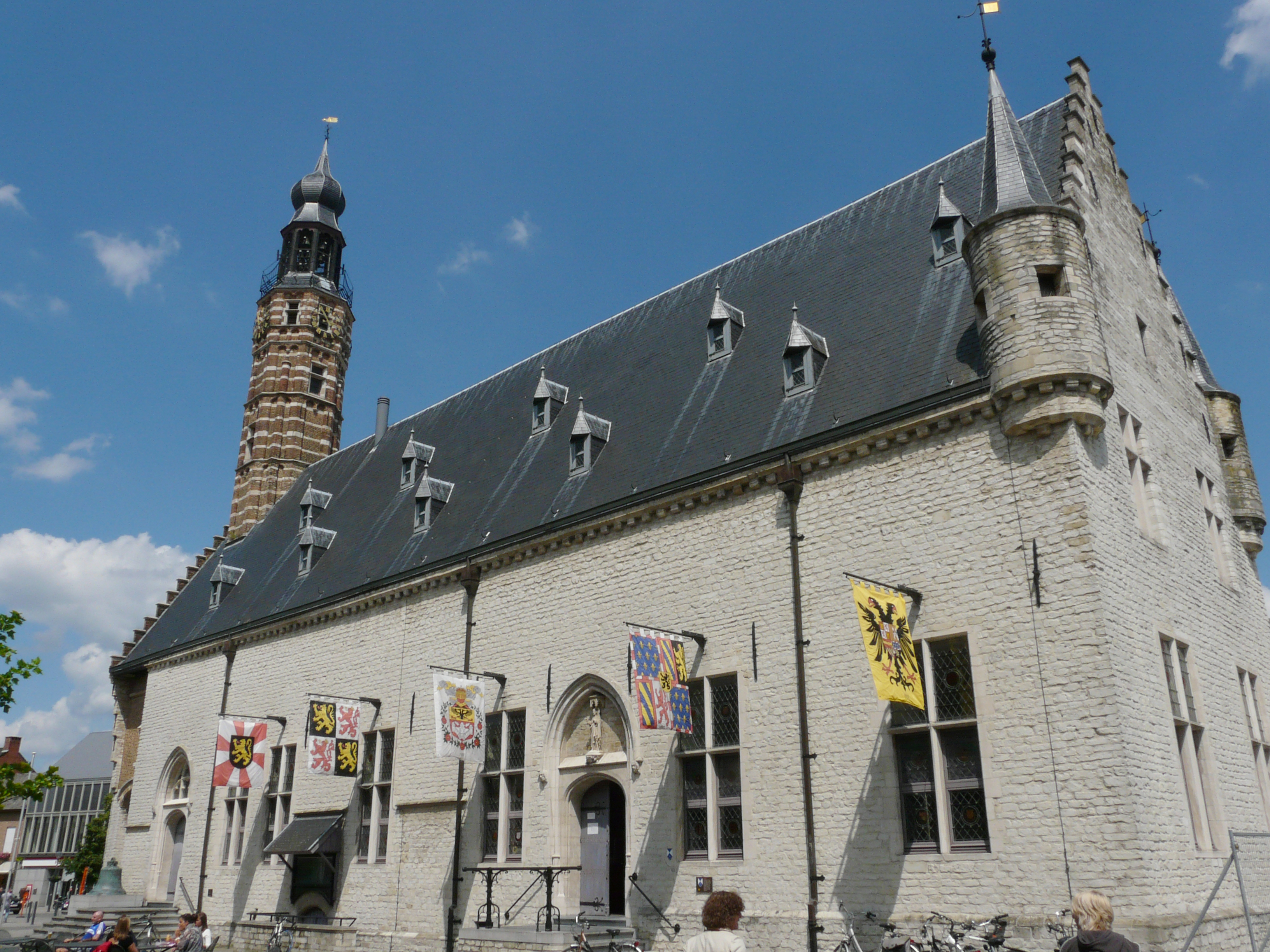
Lakenhal

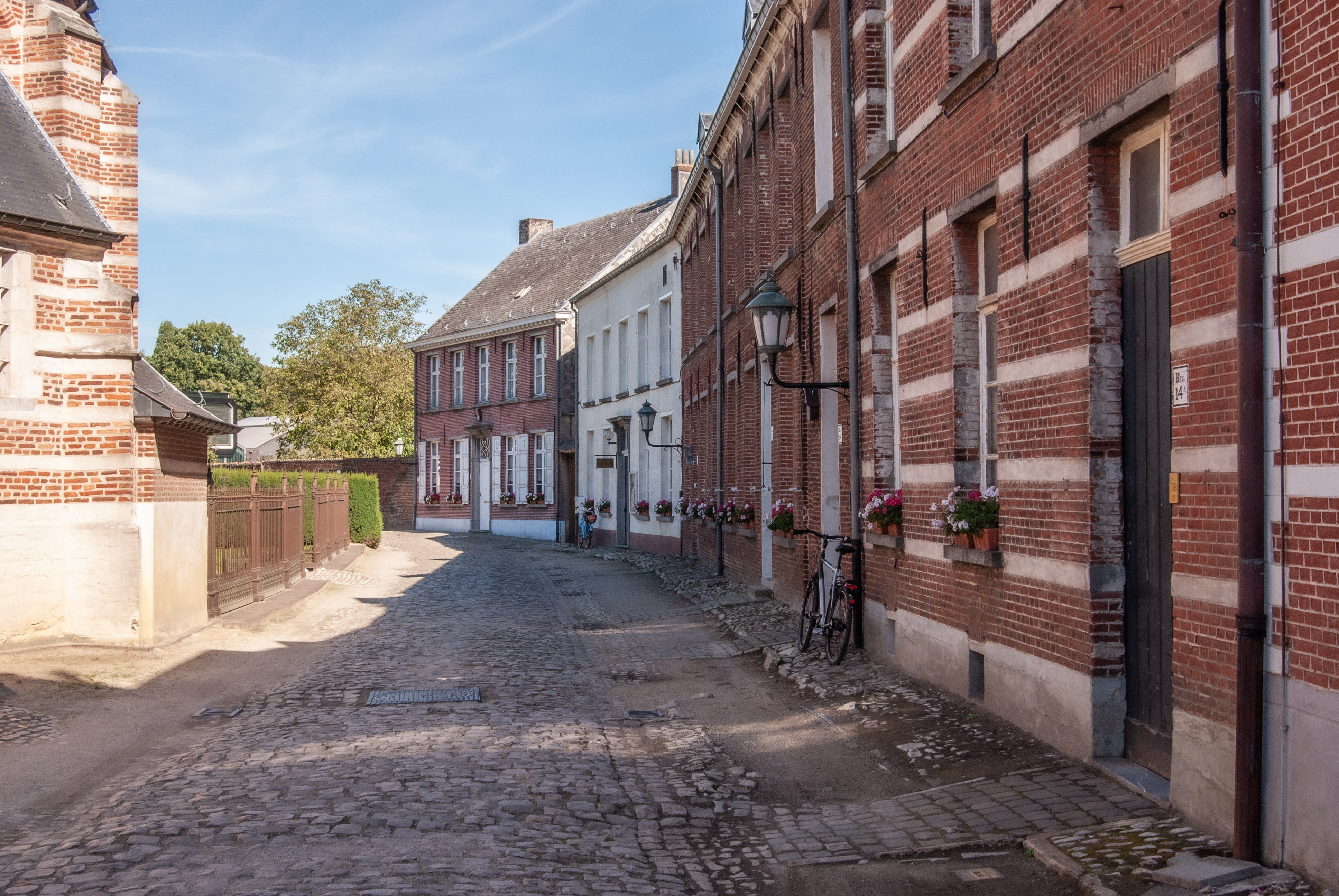
Begijnhof Herentals

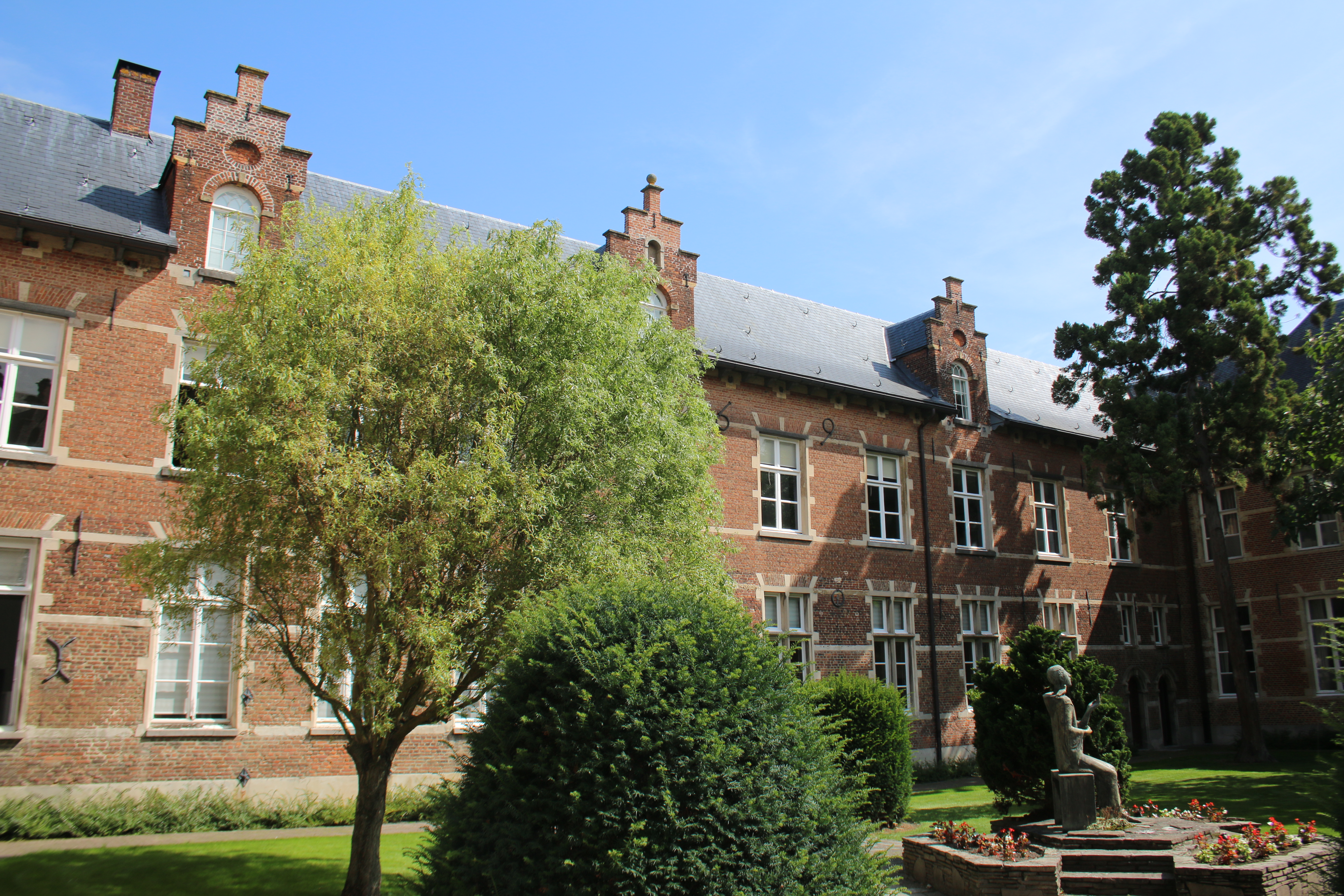
Besloten Hof

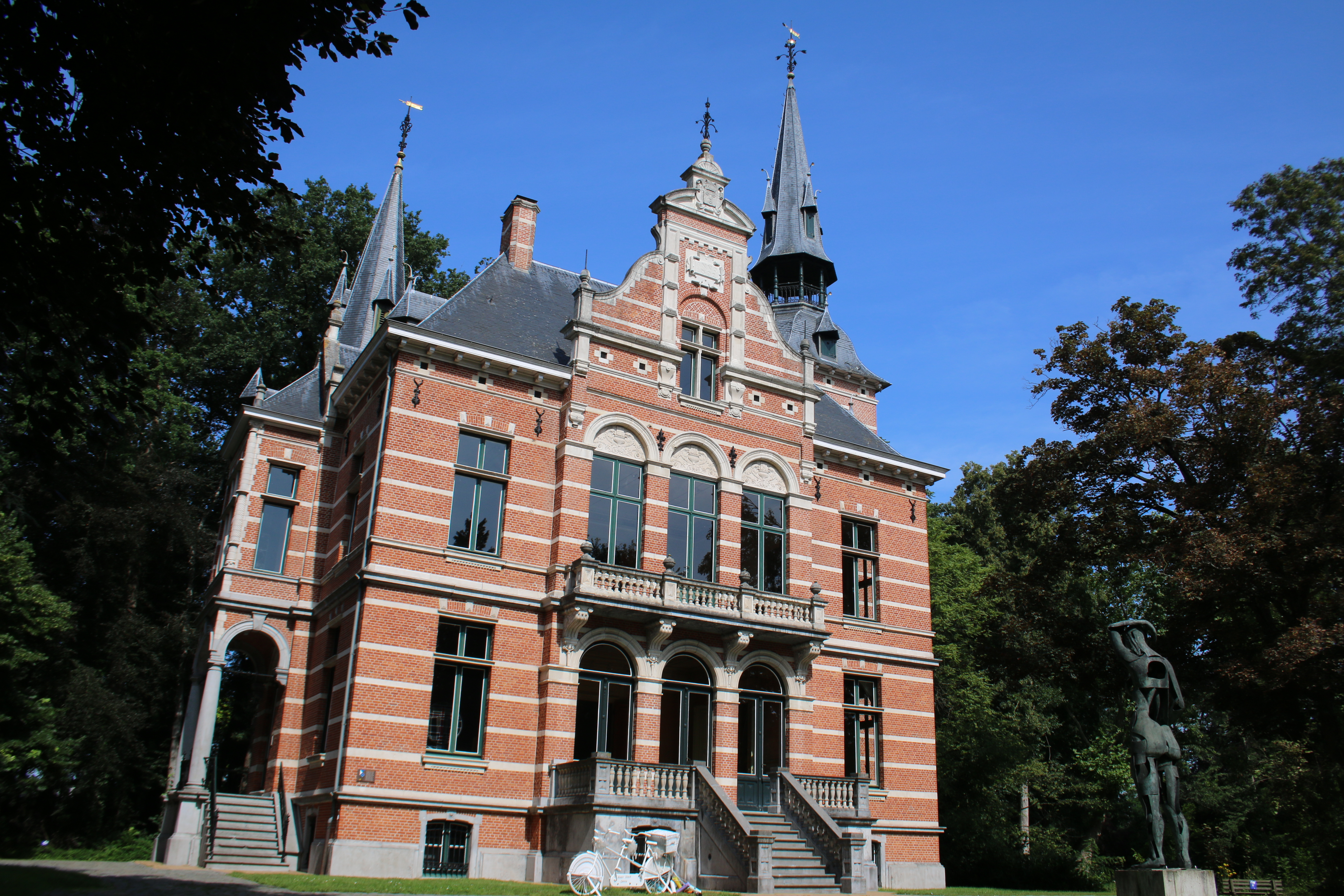
Kasteel Le Paige

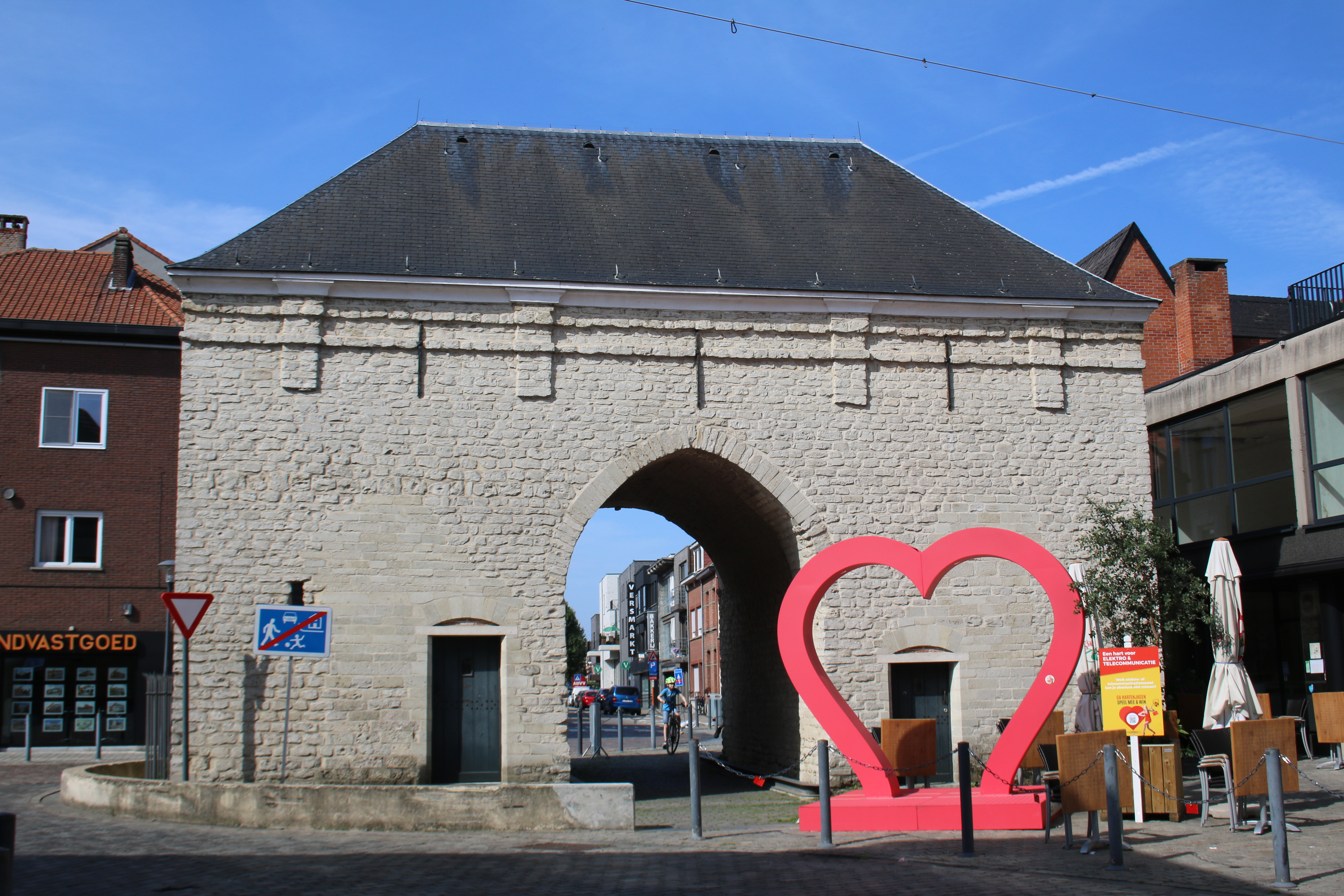
Zandpoort

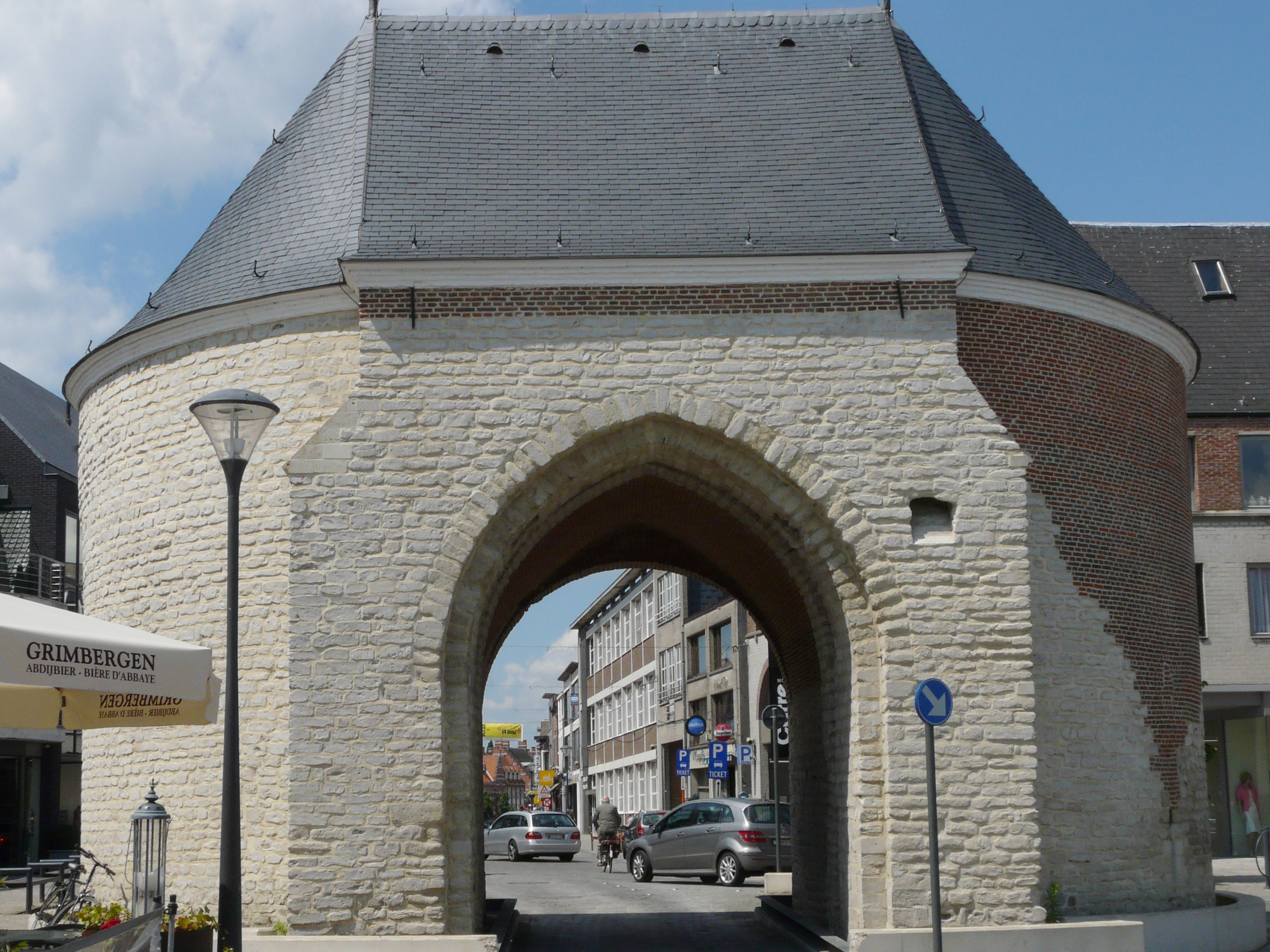
Bovenpoort

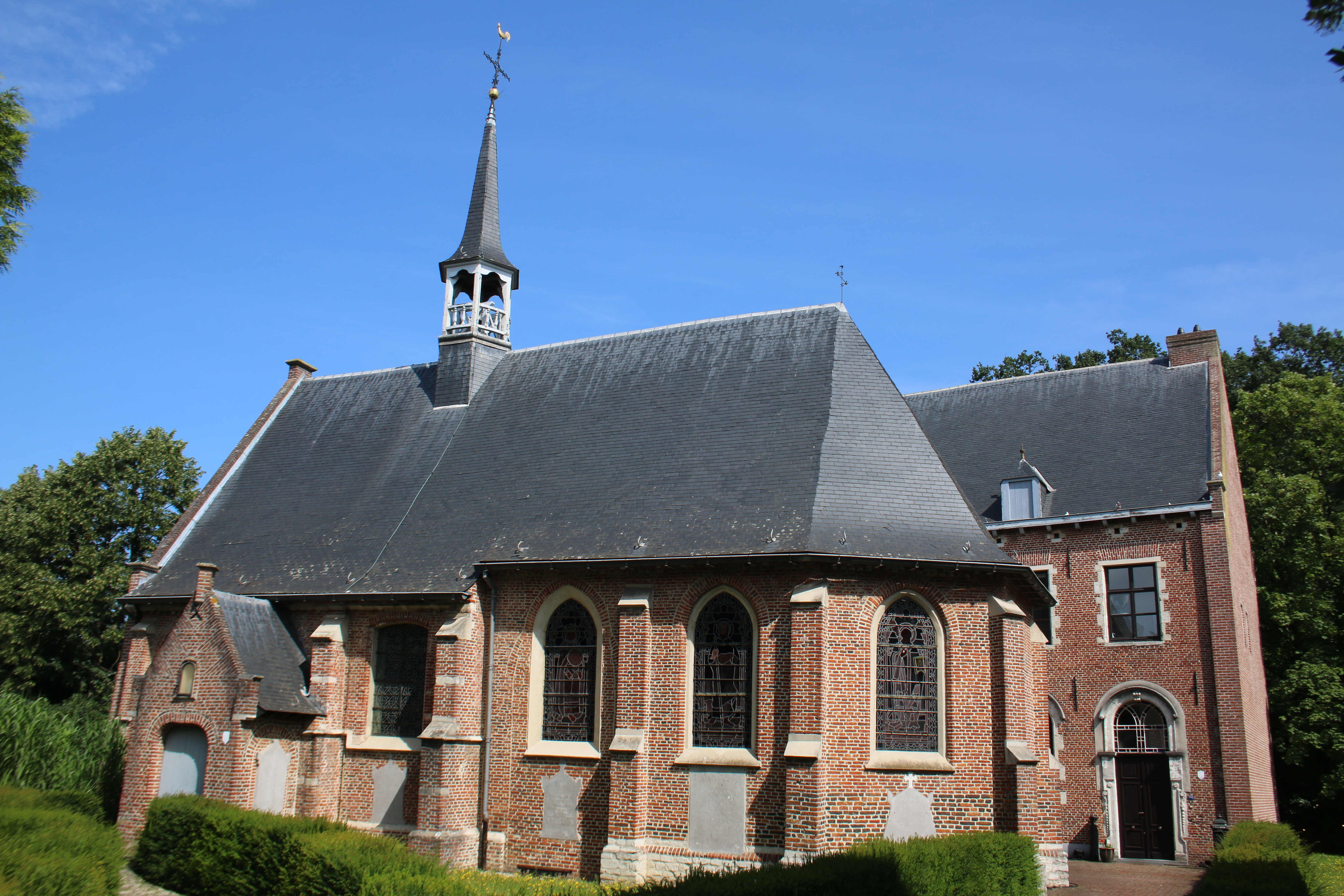
Het oud Sint-Elisabethgasthuis aan de Kleine Nete

Herentals is gelegen in het centrum van de Kempen en behoort tot het arrondissement van Turnhout. De hoogte bedraagt 17-40 meter. Naast de kerngemeente Herentals telt het huidige grondgebied nog twee deelgemeenten sinds de fusie van 1977: Noorderwijk en Morkhoven die beide bestaan uit een woonkern met vooral omliggend landbouwgebied.
De stad is gelegen ten zuiden van de Kleine Nete en het noorden is vooral een bebost gebied. In het noorden vormt de Aa de grens met Poederlee. In het zuiden ligt de Wimp op de grens met Wiekevorst.
Ten noorden van de Kleine Nete ligt de Kempense Heuvelrug.  Ten zuiden van Herentals loopt het Kanaal Bocholt-Herentals, dat hier uitmondt in het Albertkanaal.
Ten noorden van Herentals liggen het Peertsbos en het Koningsbos. Op de grens van Herentals met Lichtaart ligt het natuurgebied Snepkensvijver-Heiberg. Het gebied Hellekens, direct ten oosten van Herentals, is onderdeel van het grotere natuurgebied Olens Broek en Langendonk

### Deelgemeenten
| # | Naam        | Opp. (km²) | Inwoners (2020) | Inwoners per km² | NIS-code |
| - | ----------- | ---------- | --------------- | ---------------- | -------- |
| 1 | Herentals   | 29,66      | 20.933          | 706              | 13011A   |
| 2 | Morkhoven   | 5,24       | 2.124           | 406              | 13011C   |
| 3 | Noorderwijk | 13,06      | 5.208           | 399              | 13011B   |

### Aangrenzende gemeenten
| Aangrenzende gemeenten    | Aangrenzende gemeenten | Aangrenzende gemeenten | Aangrenzende gemeenten | Aangrenzende gemeenten |
| ------------------------- | ---------------------- | ---------------------- | ---------------------- | ---------------------- |
| Vorselaar                 |                        | Lille                  |                        | Kasterlee              |
|                           |                        |                        |                        |                        |
| Herenthout en Grobbendonk | Olen                   |                        |                        |                        |
|                           |                        |                        |                        |                        |
| Heist-op-den-Berg         |                        |                        |                        | Westerlo               |

### Plaatsnamen in het buitenland
- "Carrer Herentale" in Castell-Platja d'Aro (Spanje)
- "Schout van Herenthalsplein" in 's-Hertogenbosch (Nederland)
- "Herentalsweg" in Eindhoven (Nederland)
- "Herentalsstraat" in Amsterdam (Nederland)
- "Herentalsstraat" in IJsselstein (Nederland)
- "Herentalsstraat" in Breda (Nederland)
- "Herenthals" in Hoogerheide (aan vliegbasis Woensdrecht)
- "Bax street" en "Bax avenue" in Kaapstad (Zuid-Afrika), genoemd naar gouverneur Johan Bax Van Herenthals
- "Herentalsweg" in Viersen (Duitsland)
- "Herentals College" in Harare (Zimbabwe)

## Bezienswaardigheden

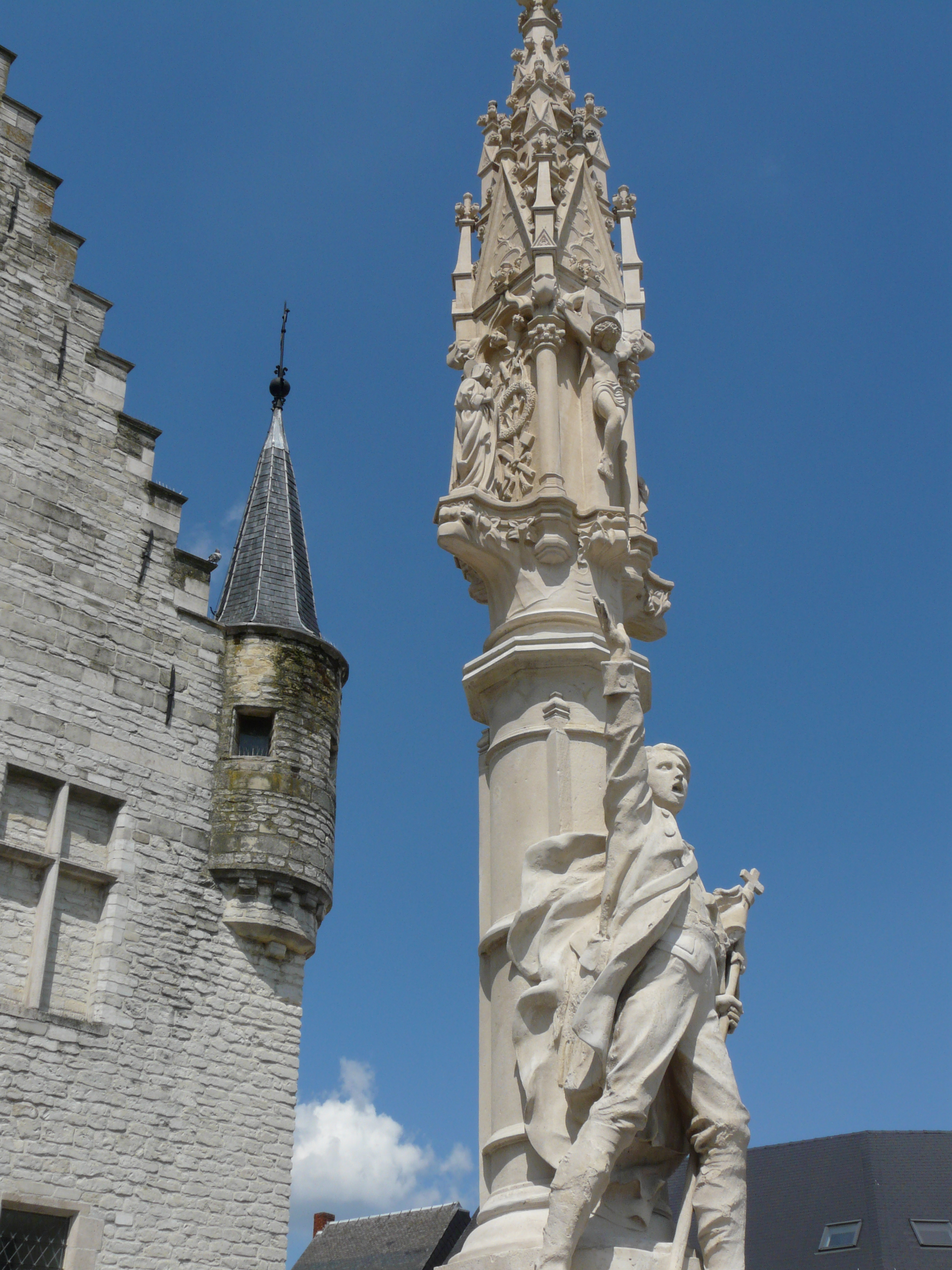
Boerenkrijgmonument

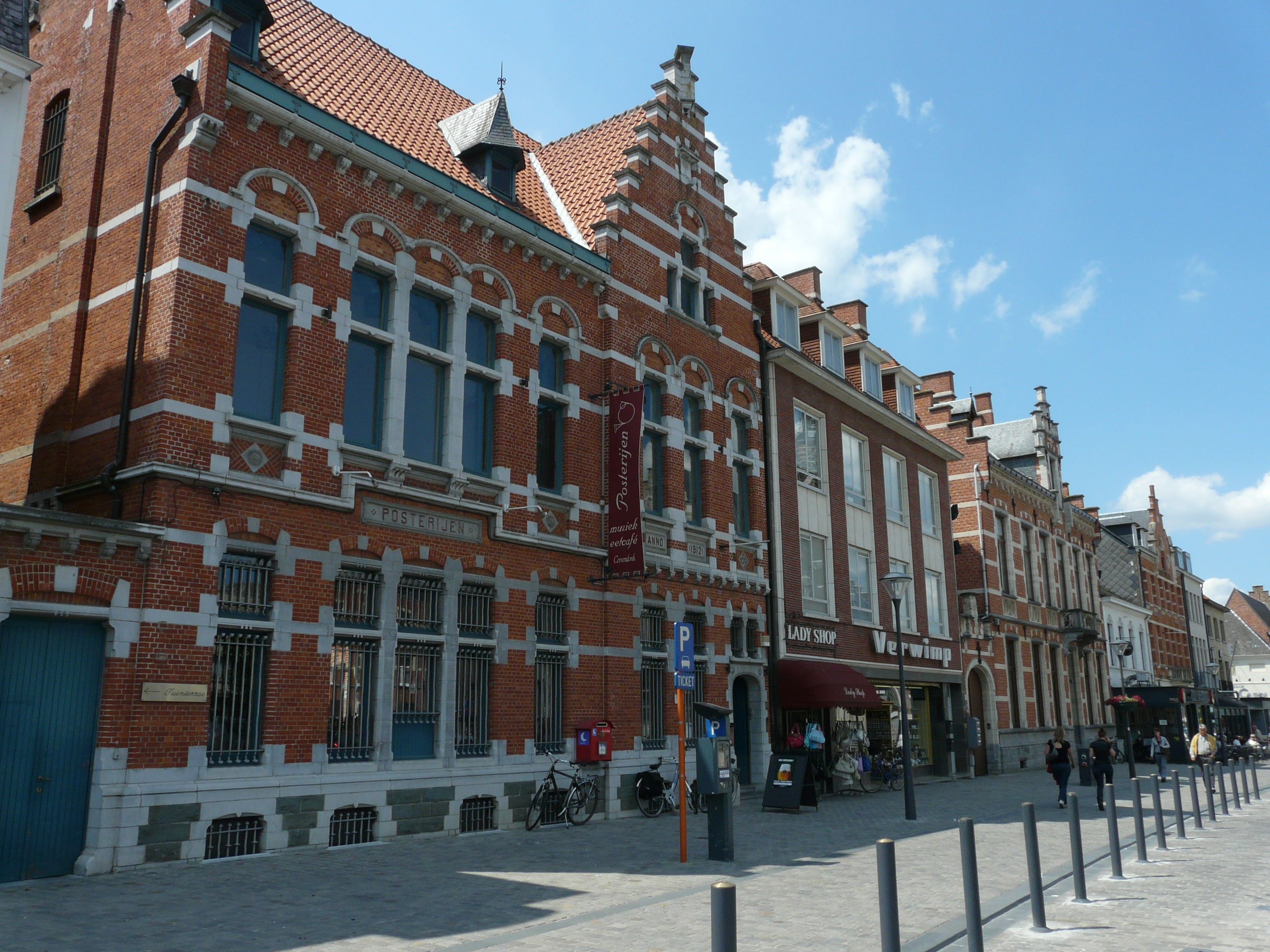
Historische panden aan de Grote Markt

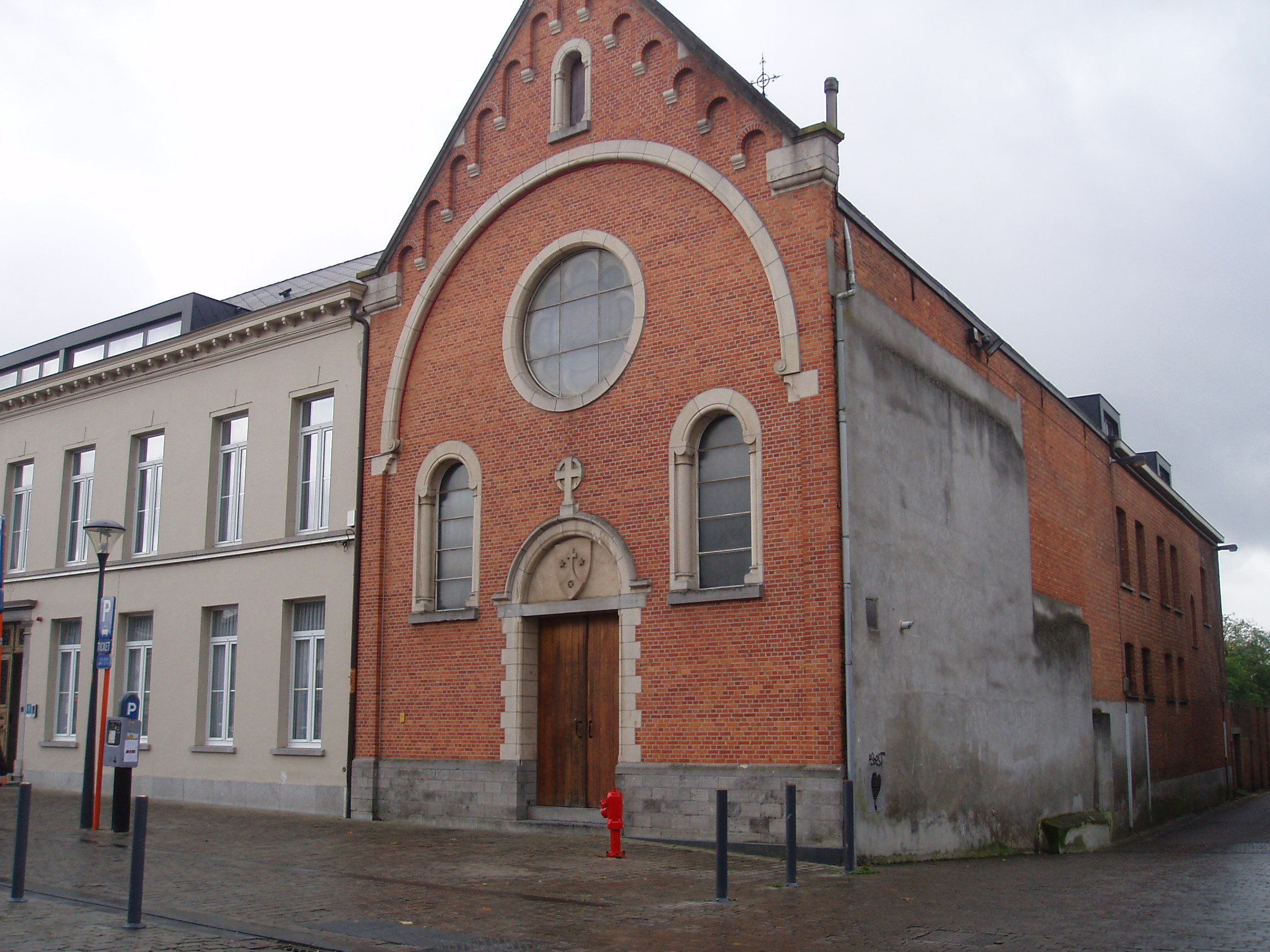
Karmel kapel en klooster op de Grote Markt

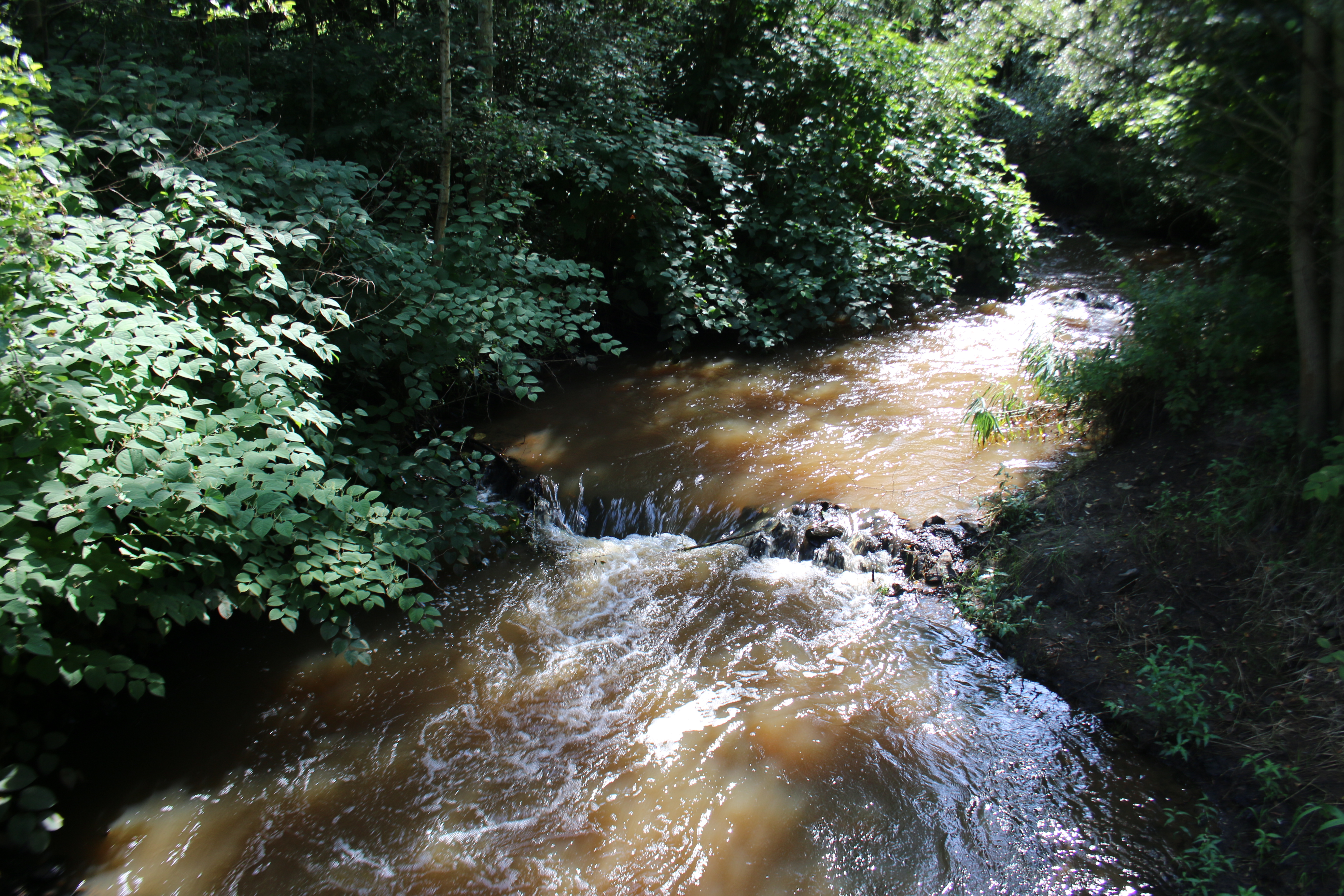
Vistrap in de Kleine Nete

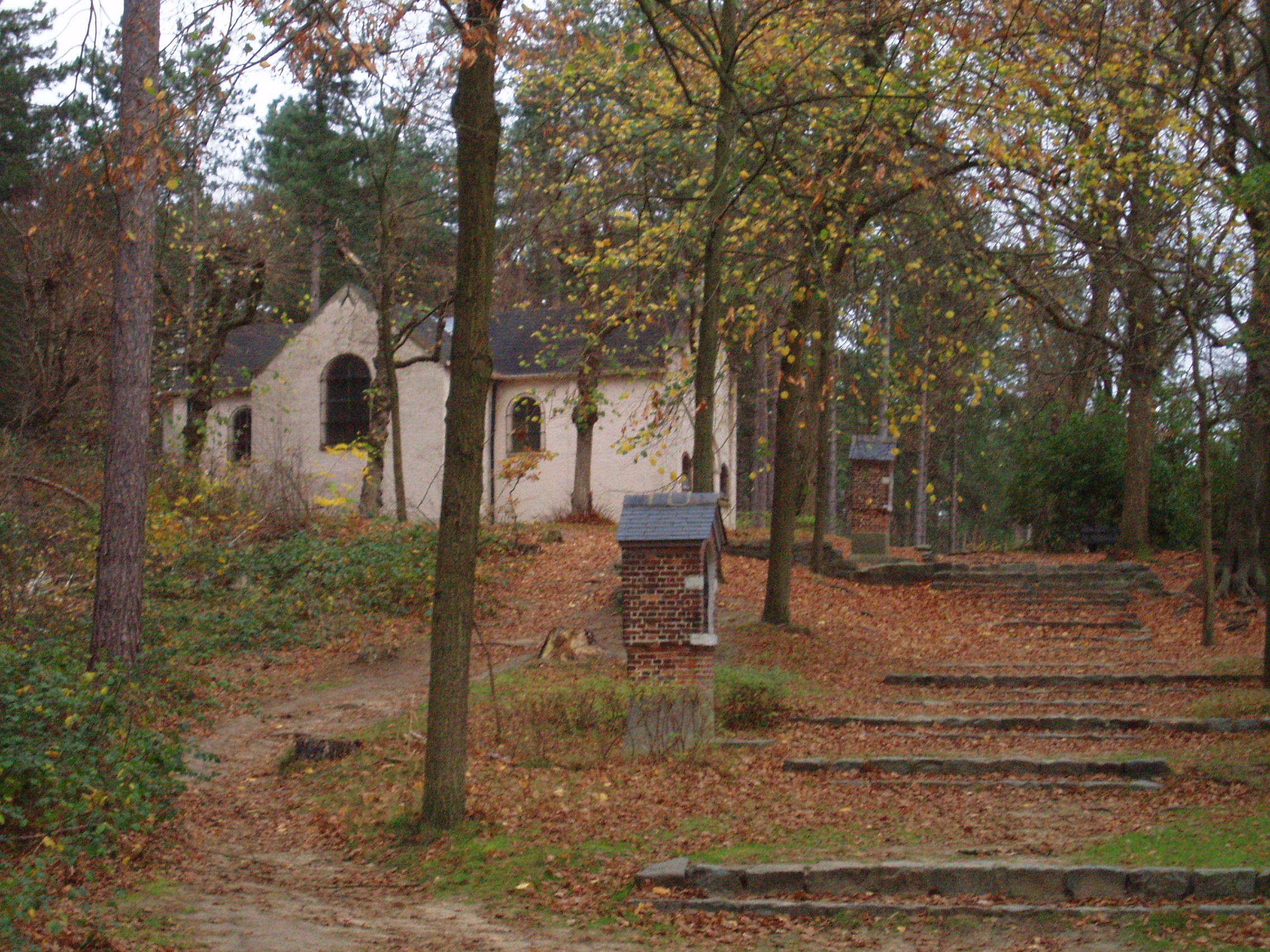
Kruisweg en Heilige Kruiskapel

- Sint-Waldetrudiskerk (14e - 15e eeuw), Brabantse late gotiek, gerestaureerd 1974–1978. De kerk bevat een interessant altaarstuk uit het begin van de 16e eeuw van Passier Borreman dat de marteldood van de HH. Crispijn en Crispinianus, beschermheiligen van schoenmakers en leerlooiers voorstelt en verder schilderijen van Frans Francken (I) en Pieter-Jozef Verhaghen (18e eeuw), een bewerkt koorgestoelte uit de 17e eeuw en een Romaanse doopvont.
- Begijnhof Herentals (gesticht in 1266. In de 15e eeuw verbleven hier 300 begijnen. Het werd verwoest in 1578 door de beeldenstormers maar later heropgebouwd, met gotische kerk (1599–1614), 17e-eeuwse huizen (Fondatiehuis, Infirmerie) en poortgebouw uit 1622.
- Lakenhal (ca. 1400, herbouwd in 1534, gedurende 15e-20e eeuw ook dienstgedaan als het "Stadhuis") met een belfort uit 1590 waarin een beiaard. Het belfort staat op de lijst van het UNESCO Werelderfgoed.
- Boerenkrijgmonument - Aan de zuidzijde van de Lakenhal staat het boerenkrijgmonument. Het ruim vier meter hoge monument herinnert aan de Slag om Herentals op zondag 28 oktober 1798, een van de bloedigste episodes uit de opstand tegen het Franse regime. Het monument werd ontworpen door Ernest Dieltjens en onthuld in 1898.
- Overblijfselen van het Besloten Hofklooster (norbertinessen en later franciscanessen); 17de eeuw).
- Overblijfselen van het Sint-Elisabethgasthuis (17de eeuw).
- Poorten en Vesten. Van de oude stadswallen resten nog de Zandpoort (14de eeuw, ten westen) en de Bovenpoort (1402, ten noorden). De Nederpoort en de Koeienpoort werden lange tijd geleden afgebroken.
- Het Augustijnenklooster (De overblijvende Infirmerie doet nu dienst als Stadsarchief.)
- De Sint-Jozefkarmel aan de Grote Markt.
- De Sint-Antoniuskerk aan de Kapucijnenstraat.
- De Onze-Lieve-Vrouwekerk aan de Nederrij.
- De Sint-Jan de Doperkerk aan de Populierenlaan
- De Hogewegmolen in de plaats Noorderwijk.
- De Kruisweg op de Kruisberg, mogelijk het oudste processiepark van België.
- Kasteel Le Paige met arboretum.
- Het recreatiedomein Netepark.

### Musea
- Art Center Hugo Voeten
- Begijnhofmuseum
- Hidrodoe (interactief museum over water)

## Demografie

### Demografische ontwikkeling voor de fusie
- Bronnen:NIS, Opm:1806 tot en met 1970=volkstellingen; 1976 = inwoneraantal op 31 december

### Demografische ontwikkeling van de fusiegemeente
Alle historische gegevens hebben betrekking op de huidige gemeente, inclusief deelgemeenten, zoals ontstaan na de fusie van 1 januari 1977.
- Bronnen:NIS, Opm:1806 tot en met 1981=volkstellingen; 1990 en later= inwonertal op 1 januari

| Inwoners van jaar tot jaar op 1 januari 1992 tot heden | Inwoners van jaar tot jaar op 1 januari 1992 tot heden | Inwoners van jaar tot jaar op 1 januari 1992 tot heden |
| jaar                                                   | Aantal                                                 | Evolutie: 1992=index 100                               |
| ------------------------------------------------------ | ------------------------------------------------------ | ------------------------------------------------------ |
| 1992                                                   | 24.500                                                 | 100,0                                                  |
| 1993                                                   | 24.676                                                 | 100,7                                                  |
| 1994                                                   | 24.913                                                 | 101,7                                                  |
| 1995                                                   | 25.119                                                 | 102,5                                                  |
| 1996                                                   | 25.128                                                 | 102,6                                                  |
| 1997                                                   | 25.230                                                 | 103,0                                                  |
| 1998                                                   | 25.394                                                 | 103,6                                                  |
| 1999                                                   | 25.427                                                 | 103,8                                                  |
| 2000                                                   | 25.474                                                 | 104,0                                                  |
| 2001                                                   | 25.582                                                 | 104,4                                                  |
| 2002                                                   | 25.572                                                 | 104,4                                                  |
| 2003                                                   | 25.689                                                 | 104,9                                                  |
| 2004                                                   | 25.869                                                 | 105,6                                                  |
| 2005                                                   | 25.904                                                 | 105,7                                                  |
| 2006                                                   | 26.071                                                 | 106,4                                                  |
| 2007                                                   | 26.152                                                 | 106,7                                                  |
| 2008                                                   | 26.266                                                 | 107,2                                                  |
| 2009                                                   | 26.446                                                 | 107,9                                                  |
| 2010                                                   | 26.759                                                 | 109,2                                                  |
| 2011                                                   | 27.124                                                 | 110,7                                                  |
| 2012                                                   | 27.368                                                 | 111,7                                                  |
| 2013                                                   | 27.438                                                 | 112,0                                                  |
| 2014                                                   | 27.637                                                 | 112,8                                                  |
| 2015                                                   | 27.677                                                 | 113,0                                                  |
| 2016                                                   | 27.728                                                 | 113,2                                                  |
| 2017                                                   | 27.800                                                 | 113,5                                                  |
| 2018                                                   | 28.117                                                 | 114,8                                                  |
| 2019                                                   | 28.177                                                 | 115,0                                                  |
| 2020                                                   | 28.272                                                 | 115,4                                                  |
| 2021                                                   | 28.194                                                 | 115,1                                                  |
| 2022                                                   | 28.455                                                 | 116,1                                                  |
| 2023                                                   | 28.575                                                 | 116,6                                                  |
| 2024                                                   | 28.865                                                 | 117,8                                                  |
| 2025                                                   | 29.001                                                 | 118,4                                                  |

## Politiek

### Structuur
De stad Herentals maakt deel uit van het kieskanton Herentals, gelegen in het provinciedistrict Herentals, het kiesarrondissement Mechelen-Turnhout en ten slotte de kieskring Antwerpen.
| Herentals        | Herentals        | Supranationaal         | Nationaal                         | Nationaal           | Gemeenschap         | Gewest              | Provincie           | Arrondissement    | Provinciedistrict | Kanton          | Gemeente        |
| ---------------- | ---------------- | ---------------------- | --------------------------------- | ------------------- | ------------------- | ------------------- | ------------------- | ----------------- | ----------------- | --------------- | --------------- |
| Administratief   | Niveau           | Europese Unie          | België                            | België              | Vlaanderen          | Vlaanderen          | Antwerpen           | Turnhout          | Turnhout          | Turnhout        | Herentals       |
| Administratief   | Bestuur          | Europese Commissie     | Belgische regering                | Belgische regering  | Vlaamse regering    | Vlaamse regering    | Deputatie           | Deputatie         | Deputatie         | Deputatie       | Gemeentebestuur |
| Administratief   | Raad             | Europees Parlement     | Kamer van volksvertegenwoordigers | Vlaams Parlement    | Vlaams Parlement    | Vlaams Parlement    | Provincieraad       | Provincieraad     | Provincieraad     | Provincieraad   | Gemeenteraad    |
| Kiesomschrijving | Kiesomschrijving | Nederlands Kiescollege | Kieskring Antwerpen               | Kieskring Antwerpen | Kieskring Antwerpen | Kieskring Antwerpen | Kieskring Antwerpen | Mechelen-Turnhout | Herentals         | Herentals       | Herentals       |
| Verkiezing       | Verkiezing       | Europese               | Federale                          | Federale            | Vlaamse             | Vlaamse             | Provincieraads-     | Provincieraads-   | Provincieraads-   | Provincieraads- | Gemeenteraads-  |

### Geschiedenis

#### Lijst van burgemeesters
| Periode | Periode   | Burgemeester                                     |
| ------- | --------- | ------------------------------------------------ |
|         | 1800-1802 | Josse Jean François Le Paige                     |
|         | 1803-1825 | Jean Baptiste Leysen                             |
|         | 1825-1835 | Lodewijk Heylen                                  |
|         | 1836-1848 | Henri Le Paige                                   |
|         | 1848-1877 | Joannes de Limpens                               |
|         | 1878-1895 | Julien Van Schoubroeck (Kath.Partij)             |
|         | 1895-1912 | Eugène Van Schoubroeck (Kath.Partij)             |
|         | 1912-1941 | Jan-Baptist Rombauts (Kath.Partij / Kath. Verb.) |
|         | 1941-1944 | Theodoor Willemyns (oorlogsburgemeester, VNV)    |
|         | 1944      | Camiel Laureys (dienstdoend, Kath. Verb.)        |

| Periode | Periode    | Burgemeester                       |
| ------- | ---------- | ---------------------------------- |
|         | 1944-1946  | Jan-Baptist Rombauts (Kath. Verb.) |
|         | 1946-1965  | Leo De Peuter (CVP)                |
|         | 1965-1974  | Henri Van Doninck (CVP)            |
|         | 1974-1995  | Carl De Peuter (CVP)               |
|         | 1995-2000  | Jos Van Thielen (CVP)              |
|         | 2001-2017  | Jan Peeters (sp.a)                 |
|         | 2017-2018  | Jan Bertels (sp.a)                 |
|         | 2019-2024  | Mien Van Olmen (CD&V)              |
|         | 2024-heden | Jan Bertels (Vooruit)              |

#### Legislatuur 2013 - 2018
Open Vld trok naar de kiezer onder de stadslijst HNM (Herentals, Noorderwijk en Morkhoven). Burgemeester werd Jan Peeters (sp.a), hij leidde een coalitie bestaande uit sp.a en CD&V met een meerderheid met 16 op 29 zetels. In januari 2017 maakte hij zijn ontslag bekend, hij werd opgevolgd door partijgenoot Jan Bertels.

#### Legislatuur 2019 - 2024
Burgemeester werd Mien Van Olmen (CD&V). Zij leidde een coalitie van CD&V en N-VA. Samen vormden ze in de gemeenteraad een meerderheid van 15 op 29 zetels.

#### Legislatuur 2024 - 2030
Burgemeester werd Jan Bertels (Vooruit). Hij leidt een coalitie van Vooruit en N-VA. Samen vormen ze in de gemeenteraad een meerderheid van 20 op 29 zetels.

#### Resultaten gemeenteraadsverkiezingen sinds 1976
| Partij of kartel     | Partij of kartel                                    | 10-10-1976 | 10-10-1976 | 10-10-1982 | 10-10-1982 | 9-10-1988 | 9-10-1988 | 9-10-1994 | 9-10-1994 | 8-10-2000 | 8-10-2000 | 8-10-2006 | 8-10-2006 | 14-10-2012 | 14-10-2012 | 14-10-2018 | 14-10-2018 | 13-10-2024 | 13-10-2024 |
| Stemmen / Zetels     | Stemmen / Zetels                                    | %          | 27         | %          | 27         | %         | 27        | %         | 27        | %         | 29        | %         | 29        | %          | 29         | %          | 29         | %          | 29         |
| -------------------- | --------------------------------------------------- | ---------- | ---------- | ---------- | ---------- | --------- | --------- | --------- | --------- | --------- | --------- | --------- | --------- | ---------- | ---------- | ---------- | ---------- | ---------- | ---------- |
|                      | SP1 / sp.a2 / Vooruit3                              | 15,051     | 4          | 14,741     | 4          | 16,971    | 5         | 22,461    | 6         | 29,961    | 10        | 32,602    | 11        | 25,352     | 8          | 21,72      | 7          | 34,53      | 12         |
|                      | Agalev1 / Groen!2 / Groen3                          | -          |            | -          |            | 6,641     | 1         | 10,891    | 2         | 8,321     | 2         | 8,892     | 2         | 8,973      | 2          | 10,43      | 3          | 5,73       | 1          |
|                      | CVP1 / CD&V2                                        | 39,421     | 13         | 51,31      | 17         | 39,471    | 12        | 40,751    | 13        | 28,111    | 10        | 26,892    | 8         | 24,912     | 8          | 19,72      | 6          | 12,52      | 3          |
|                      | PVV1 / VLD-EHA / VLD2 / VLD+3/ HNM4 / Open Vld HNM5 | 12,511     | 3          | 10,941     | 2          | 8,221     | 1         | 17,79A    | 5         | 13,522    | 4         | 12,003    | 3         | 7,194      | 1          | 4,85       | 0          | -          |            |
|                      | PBH1 / EH2 / VLD-EHA                                | 8,221      | 2          | 13,591     | 3          | 27,432    | 8         | 17,79A    | 5         | 4,712     | 0         | -         |           | -          |            | -          |            | -          |            |
|                      | VU1 / VLD-EHA / VU&ID2 / N-VA3                      | 9,161      | 2          | 8,051      | 1          | -         |           | 17,79A    | 5         | 4,852     | 0         | -         |           | 24,753     | 8          | 24,83      | 9          | 23,23      | 8          |
|                      | Vlaams Blok1 / Vlaams Belang2                       | -          |            | -          |            | 1,271     | 0         | 8,11      | 1         | 10,511    | 3         | 16,522    | 5         | 8,842      | 2          | 10,12      | 3          | 12,72      | 4          |
|                      | Stadslijst                                          | -          |            | -          |            | -         |           | -         |           | -         |           | -         |           | -          |            | 5,7        | 1          | 5,7        | 1          |
|                      | PVDA                                                | -          |            | 1,38       | 0          | -         |           | -         |           | -         |           | -         |           | -          |            | -          |            | 2,7        | 0          |
|                      | Gemeentebelangen                                    | 8,27       | 2          | -          |            | -         |           | -         |           | -         |           | -         |           | -          |            | -          |            | -          |            |
|                      | NIEUW                                               | 7,37       | 1          | -          |            | -         |           | -         |           | -         |           | -         |           | -          |            | -          |            | -          |            |
|                      | Anderen(*)                                          | -          |            | -          |            | -         |           | -         |           | -         |           | 3,10      | 0         | -          |            | 2,7        | 0          | 3,0        | 0          |
| Totaal stemmen       | Totaal stemmen                                      | 15554      | 15554      | 16950      | 16950      | 17688     | 17688     | 18109     | 18109     | 18904     | 18904     | 19847     | 19847     | 20012      | 20012      | 20493      | 20493      | 14236      | 14236      |
| Opkomst %            | Opkomst %                                           |            |            |            |            | 95,89     | 95,89     | 94,4      | 94,4      | 93,91     | 93,91     | 94,60     | 94,60     | 91,27      | 91,27      | 92,3       | 92,3       | 63,3       | 63,3       |
| Blanco en ongeldig % | Blanco en ongeldig %                                | 3,28       | 3,28       | 4,78       | 4,78       | 4,64      | 4,64      | 4,94      | 4,94      | 3,15      | 3,15      | 3,74      | 3,74      | 3,54       | 3,54       | 3,4        | 3,4        | 0,5        | 0,5        |

(*) 2006: Blauw 2006 (3,10%) / 2018: HA! (2,7%) / 2024: FEL Herentals (3,0%). De rode cijfers naast de gegevens duiden aan onder welke naam de partijen telkens bij een verkiezing opkwamen. De zetels van de gevormde meerderheid staan vetjes weergegeven. De grootste partij is in kleur.

## Cultuur

### Muziek
- Het voormalig Vlaams Fanfare Orkest
- Het Replay Festival

### Streekproducten
Bierbrouwerijen gevestigd te Herentals
- Brouwerij Leysen: streekbieren de "Baskwadder"
- De Hopscheppers: hobbybrouwers (brouwen ook bier bij Brouwerij "de Graal" in Bakel, brouwer van het bier "bast")
- Herentals Boompke: koekje
- Belgische saffraan: saffraan en bereidingen en drankjes hieruit afgeleid
- appel- en kersensap Roes
- Schuimwijn domein Roothoofd
- Chocolade van TWERK: fairtradechocolade, ambachtelijk speculaas en speciale verpakkingen in sociale werkplaats

### Culinair
- In de jaren 1970 had "Rôtisserie Snepkenshoeve" (nu een ruïne) gelegen naast Snepkensvijver één Michelinster.
- De Repertoire in 2012, gelauwerd als horeca-ambassadeur
- "vzw Hertals", Belgisch kampioen BBQ 2013

## Religie en levensbeschouwing
De katholieke parochies van Herentals maken deel uit van de pastorale eenheid Heilige Thomas die op haar beurt deel uitmaakt van het dekenaat Zuiderkempen in het Bisdom Antwerpen.

## Mobiliteit
Er is in Herentals één treinstation: station Herentals in het centrum, maar net over de gemeentegrens in Grobbendonk is er station Wolfstee. Vroeger waren er ook nog de stations Herentals-Kanaal en Noorderwijk-Morkhoven in de huidige deelgemeente. Per auto is Herentals bereikbaar via de A13 (E313). Rond de stad ligt de onvoltooide ringweg R15.

## Economie
Vroeger was Herentals een stad met een bloeiende lakenhandel. Thans is het een kleinstedelijk verzorgingscentrum met gevarieerde industrie. De industrie is gevestigd op verschillende industrieterreinen langsheen de afritten Herentals Industrie / Herenthout en Herentals-West / Grobbendonk van de E313. Daarnaast maakt de stad deel uit van het Economisch Netwerk Albertkanaal. De voornaamste sectoren zijn: voedingsmiddelen-, metaal-, textiel- en schoenindustrie, diamantbewerking) en langs de Boudewijnautosnelweg een KMO-zone van 268 ha. In het centrum zijn vele winkels, in het Hofkwartier, op de Grote Markt, Bovenrij en vooral in de Zandstraat.

## Sportclubs en competities
- De kwb Herentals volleybal zomercompetitie (sinds 1962) en Stad Herentals bekercompetitie (sinds 1964) waarin ook vandaag[(sinds) wanneer?] nog een dertigtal ploegen uit het Herentalse actief in zijn jaarlijks van april tot en met juni.
- Het AVF Gewest Herentals van de volleybalbond (sinds 1970) ontstaan uit de kwb Herentals zomercompetitie. Ook de AVF Gewesten Mol (sinds 1971) en Turnhout (sinds 1974) worden opgericht door naar daar uitgeweken Herentalse volleyballers die in de kwb Herentals zomercompetitie de sport hadden leren kennen. Etienne Mertens uit Herentals wordt later ook de voorzitter van het ganse AVF, en organiseerde toen alle wedstrijden van alle nationale volleybal selecties in België.
- De voormalige Dames en Heren volleybalclubs VC Antonius en VT Herentals ontstaan uit de kwb Herentals zomercompetitie.
- De voormalige voetbalclubs Herentals SK, KFC Herentals en Netha FC Herentals. Nog actieve clubs zijn KSK Sefa Herentals (3de Prov. Antwerpen) en VC Herentals ( 4de prov. Antwerpen).
- De voormalige vrouwenvoetbalclub RW Dames Herentals.
- IJshockeyclub HYC Herentals, actief in de BeNe-league ijshockey. De club werd vijfmaal landskampioen en won negenmaal de Beker van België.
- Herentals Fietst en Feest - tweedaags evenement, -natourcriterium en muziekoptredens en fuif Criterium van Herentals.
- Herentals is sinds 2018 de aankomstplaats van de Grote Prijs Rik Van Looy.
- Herentals was één keer etappeplaats in de wielerkoers Ronde van Frankrijk (1962).
- Schaatsclub KNH, voluit Kunstschaatsclub Netepark Herentals.
- KHBBC, de Koninklijke Herentalse BasketBal Club, met thuiswedstrijden in het Atheneum De Vesten.

## Geboren in Herentals
- Hiëronymus Francken (I) (1540-1610), schilder
- Frans Francken (I) (1542-1616), schilder
- Ambrosius Francken (I) (1544-1618), schilder
- Charles Auguste Fraikin (1817-1893), beeldhouwer
- Louis Vleugels (1916-1995), poppenspeler
- José De Peuter (1923-2009), magistraat
- René Baeten (1927-1960), motorcrosser
- Luc Maezelle (1931-2024), striptekenaar
- Lief Vleugels (1953), schrijfster
- Daniel Willems (1956-2016), wielrenner
- Denise Verhaert (1959), atlete
- Paul Herygers (1962), veldrijder
- Guy Van Sande (1963), acteur
- Inge Van Olmen (1966), actrice
- Johan Verstrepen (1967), wielrenner
- Daisy Thys (1969), actrice
- Bart Leysen (1969), wielrenner
- Christophe Lambrecht (1970-2019), radiopresentator
- Tom Van Dyck (1972), acteur
- Erwin Vervecken (1972), veldrijder
- Bart Van Loo (1973), auteur, conferencier
- Geert Omloop (1974), wielrenner
- Mario Aerts (1974), wielrenner
- Caren Meynen (1978), radiopresentatrice
- Sebastiaan Van Doninck (1978), illustrator
- Bart Wellens (1978), veldrijder
- Hanna Mariën (1982), atlete
- Kristof Beyens (1983), atleet
- Remco Goetheer (1992), Nederlands kogelstoter
- Wout van Aert (1994), wielrenner
- Vincent Van Hemelen (2000), wielrenner

## Partnersteden
- IJsselstein (Nederland)
- De stedenbanden met  Cosne-Cours-sur-Loire (Frankrijk) en met  Alpen (Noordrijn-Westfalen) (Duitsland) werden in 2019 stopgezet.[27]